# Château de Vaux-le-Vicomte
Pour les articles homonymes, voir Vaux.

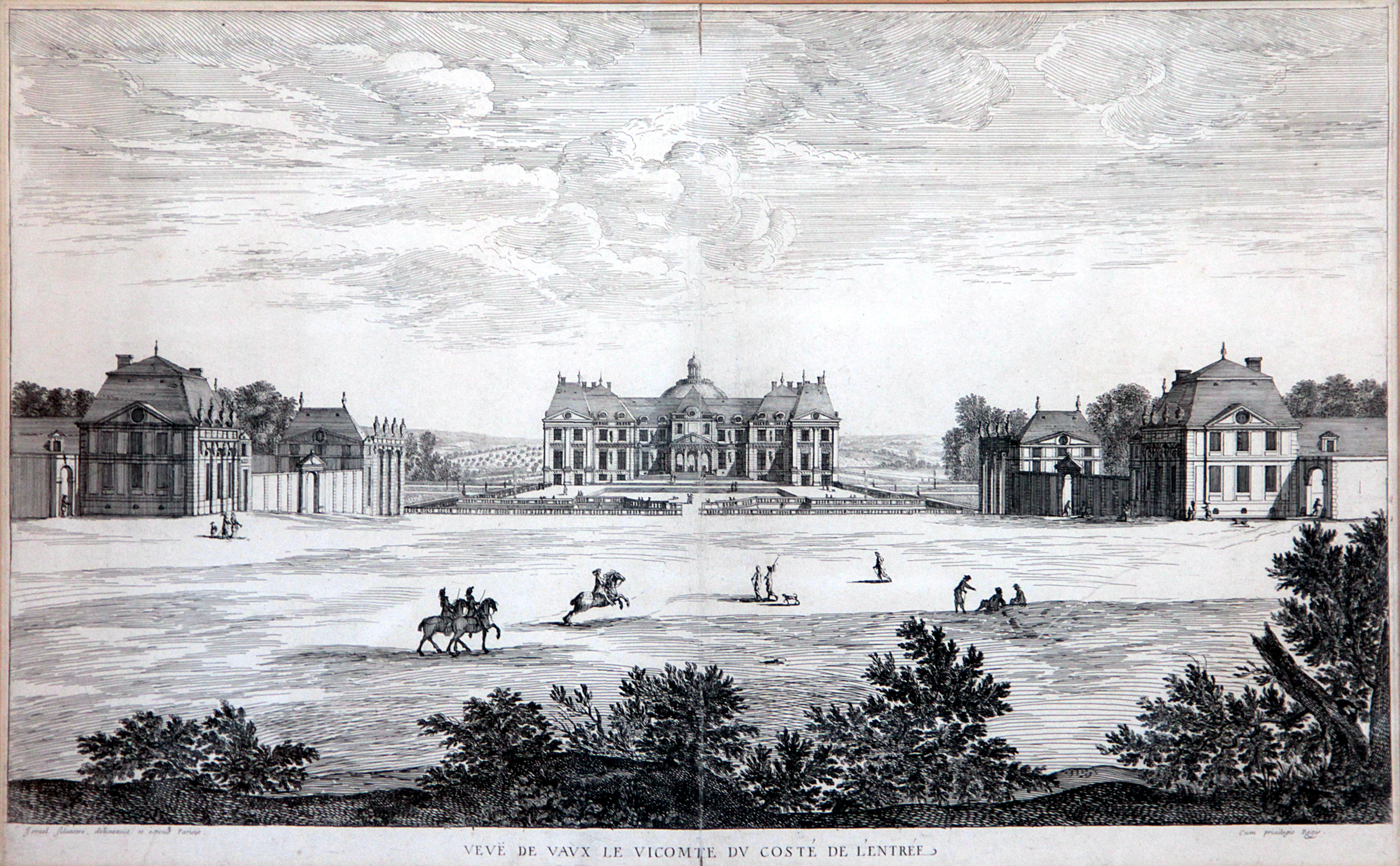

Le château de Vaux-le-Vicomte, situé sur le territoire de la commune française de Maincy (Seine-et-Marne), à 50 km au sud-est de Paris, près de Melun, est un château du XVIIe siècle (1658-1661), construit pour le surintendant des finances de Louis XIV, Nicolas Fouquet. Il appartient désormais à une branche cadette des marquis de Vogüé.

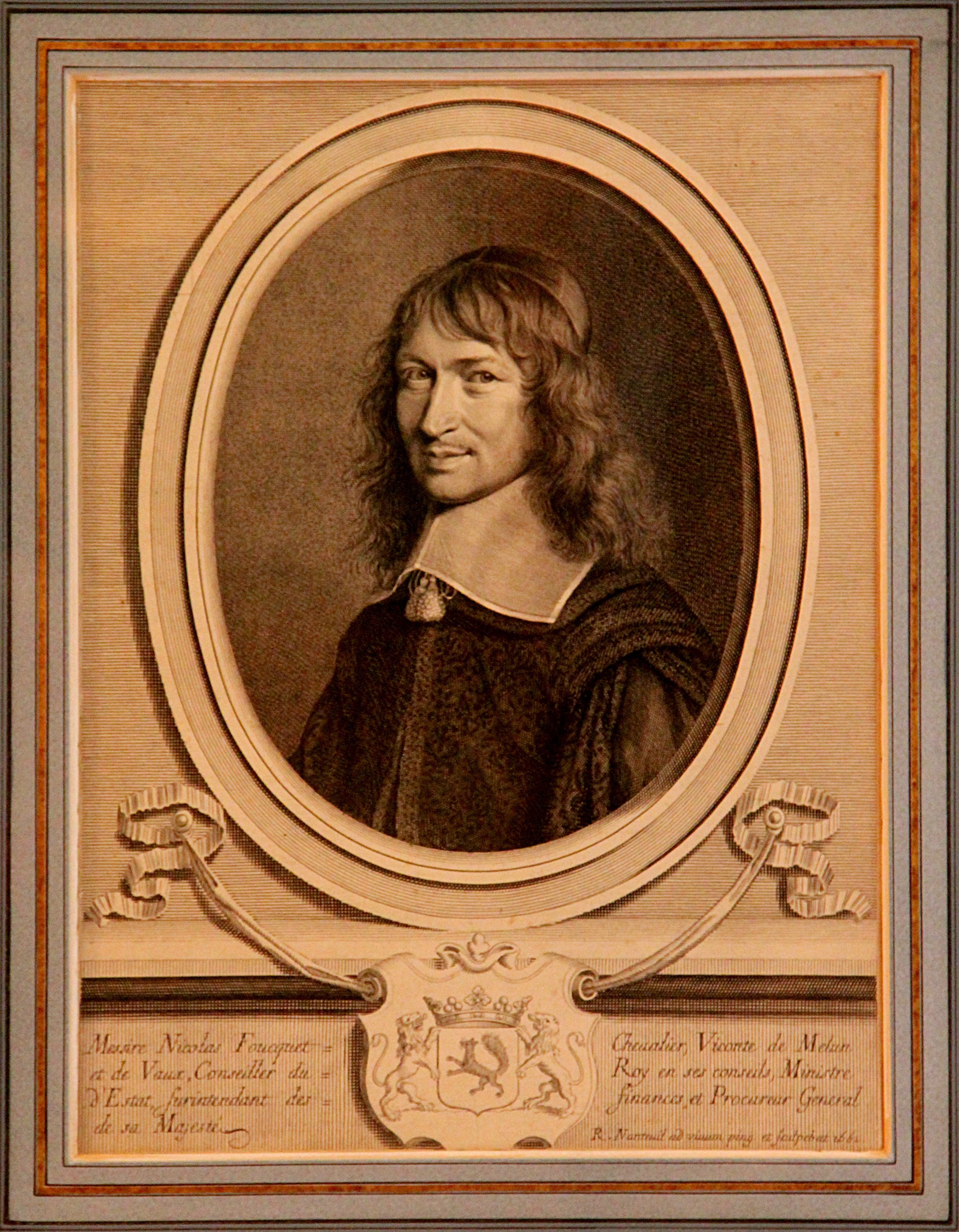

Fouquet fit appel aux meilleurs artistes de l'époque pour bâtir ce château : l'architecte Louis Le Vau, premier architecte du roi (1656), le peintre Charles Le Brun, fondateur de l'Académie de peinture (1648), le paysagiste André Le Nôtre, contrôleur général des bâtiments du roi (1657) et le maître-maçon Michel Villedo. Leurs talents avaient déjà été réunis par le jeune Louis XIV pour construire des ailes au château de Vincennes en 1651-1653. Le roi refera appel à eux pour construire le château de Versailles, celui de Vaux-le-Vicomte servant alors de modèle.
Le château, chef-d'œuvre de l'architecture classique du milieu du XVIIe siècle, est aujourd’hui la plus importante propriété privée de France classée au titre des monuments historiques, depuis son achat en juillet 1875 par Alfred Sommier qui y fit œuvre de mécène, poursuivie par ses descendants. Il représente aujourd'hui un budget annuel de 8 millions d'euros, emploie 75 salariés à temps plein et transmet chaque année à plus de 300 000 visiteurs l'expérience du Grand Siècle français.

## Histoire

### Le site
Le 1er février 1641, grâce à la dot de son épouse Louise Fourché, Nicolas Fouquet achète les terres seigneuriales de Vaux à un conseiller au Parlement de Paris, François Nicolas Lotin de Charny, moyennant versement d'une rente annuelle de 6 000 livres, correspondant à un modeste capital de 110 000 livres. Il le choisit en raison de sa position stratégique à mi-chemin entre le château de Vincennes et le château de Fontainebleau, deux résidences royales, et parce qu'il lui confère le titre de vicomte de Vaux. Quand Fouquet l'acquiert, ce domaine se divise en deux parties : un modeste chastel du XIVe siècle et une ferme. Le chastel est entouré de murs et de fossés remplis d’eau vive. Il est relié au chemin reliant Vaux-le-Pénil à Sivry-Courtry par un pont-levis. La ferme dite « ferme de La Ronce » est située derrière le logis, sur l'actuelle commune de Moisenay, à laquelle elle est reliée par un autre pont-levis. Elle se compose de deux parties : dans la partie nord se trouvent un pressoir, une écurie et une étable ; la partie sud comprend le corps de logis, une grange et une bergerie.
La ferme et le château n'étaient pas situés à l’emplacement de l’actuel château. Le territoire où sera construit le château actuel est traversé par deux rivières qui se coupent à angle droit. L’une d’elles est l’Anqueuil chanté par La Fontaine et dont le lit se trouve à l’emplacement du grand canal. Le terrain était peu boisé, contrairement à aujourd’hui.

### La construction du château actuel et la création du parc
La construction progresse rapidement, mais elle nécessite la destruction de plusieurs maisons et l'arasement des collines. En 1653-1654, Nicolas Fouquet charge le jardinier André Le Nôtre de modifier le jardin préexistant. De 1653 à 1654, les premiers travaux d'adduction d'eau sont réalisés (20 km de tuyauteries) dans le parc ainsi que l'allongement du grand parterre. En 1655, le parc est entièrement clôturé ; le petit canal, les fontaines, quelques parterres de fleurs et la grande allée en terrasse sont réalisés. Le parterre de la Couronne est allongé, rendant ses différentes parties dissymétriques. En 1655, les trois parterres situés devant le château sont agrandis et remodelés. En 1655-1656, Nicolas Poussin est appelé pour travailler à la décoration du jardin, alors que les termes sont en cours de réalisation en Italie. En 1656-1657, Daniel Gittard poursuit les travaux. Le bassin carré et l’allée centrale sont alors aménagés, tandis que s’achève la construction de la grille d’eau. En 1658-1660, la cascade est construite. Des travaux ont lieu à l’emplacement de l’actuel grand canal, les grottes sont sculptées.
En parallèle, en 1656, l'architecte Daniel Gittard achève les fondations du château.
Le 2 août 1656, le marché est conclu sur les plans du château.

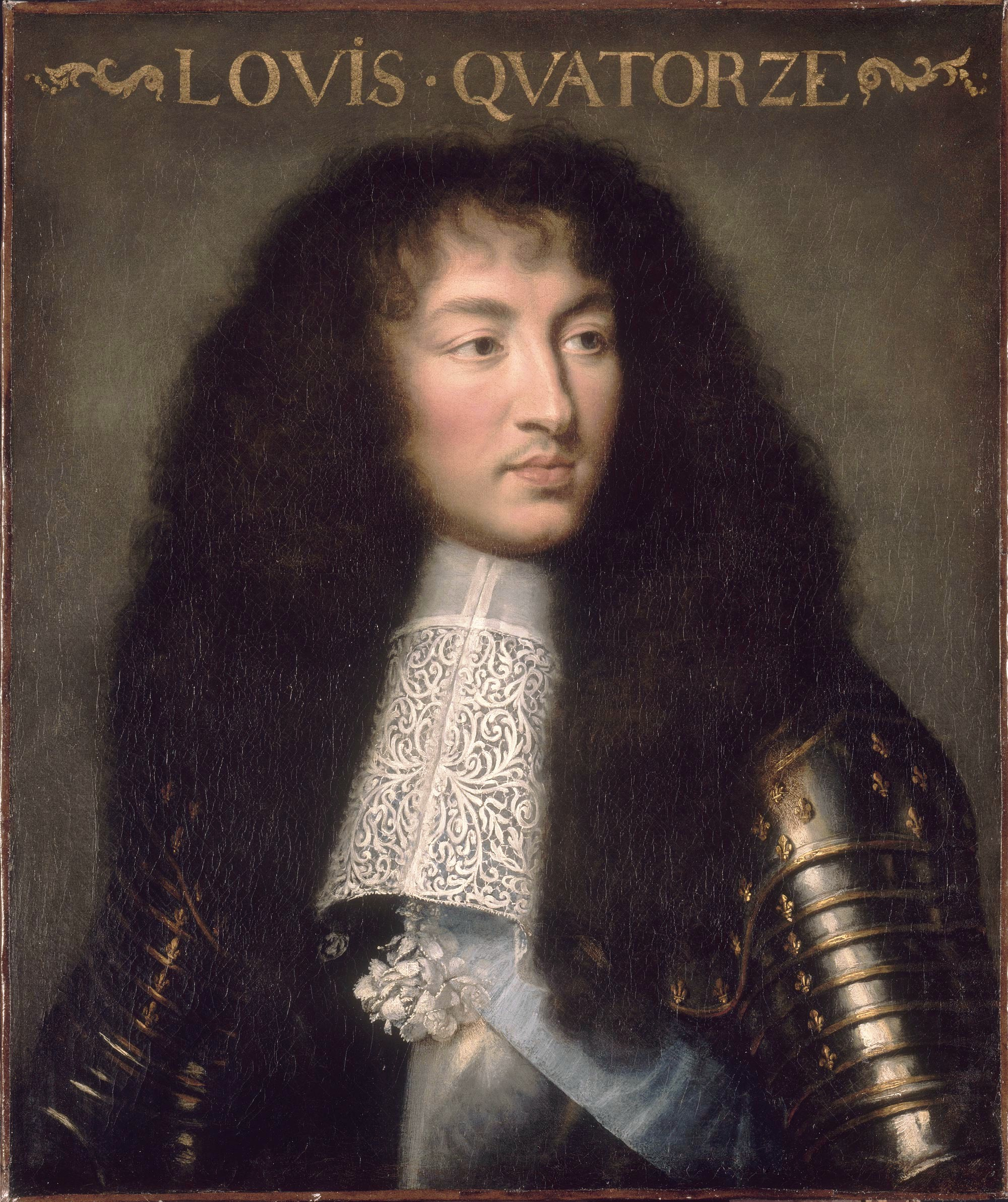
Charles Le Brun, Portrait de Louis XIV (1661), château de Versailles.

Les façades devaient initialement être en brique — comme ses immenses communs — mais finalement la pierre blanche de Creil lui fut préférée.
Le maître-maçon ou entrepreneur chargé de la construction est Michel Villedo, qui signe à côté de Le Vau les projets définitifs (archives du château) la maçonnerie du château est terminée et la charpente est posée en 1657.
La toiture est achevée en 1658. L'aménagement intérieur peut commencer.
En 1660-1661, les termes de la grille d’entrée sont sculptés par les ouvriers du château.
Dès septembre 1658, le peintre Charles Le Brun s'installe dans le château. Celui-ci reçoit la visite du cardinal Mazarin le 25 juin 1659, de Louis XIV, de Monsieur (Philippe de France) son frère et de la reine mère Anne d'Autriche le 14 juillet.
Le 10 juillet 1660, le roi et son épouse la reine Marie-Thérèse d'Autriche s'y arrêtent. Le maître des lieux aimait recevoir les plus grands esprits de son temps tels que Madeleine de Scudéry, Paul Pellisson ou Jean de La Fontaine.
Le 11 juillet 1661, Fouquet donne une fête en l'honneur de la reine mère d'Angleterre Henriette-Marie de France et, le 17 août, une autre en l'honneur de Louis XIV. Cette fête organisée par François Vatel fut d'une grande splendeur : des spectacles utilisant les techniques les plus avancées du moment, des représentations de pièces de théâtre (dont Les Fâcheux de Molière) et des feux d'artifice, furent notamment au programme de réjouissances.
Le 5 septembre 1661, le roi fait arrêter le surintendant de Fouquet à l'issue d'un conseil tenu à Nantes. Sur le site de Vaux-le-Vicomte, tous les travaux sont interrompus.

### Les suites de l'arrestation de Nicolas de Fouquet

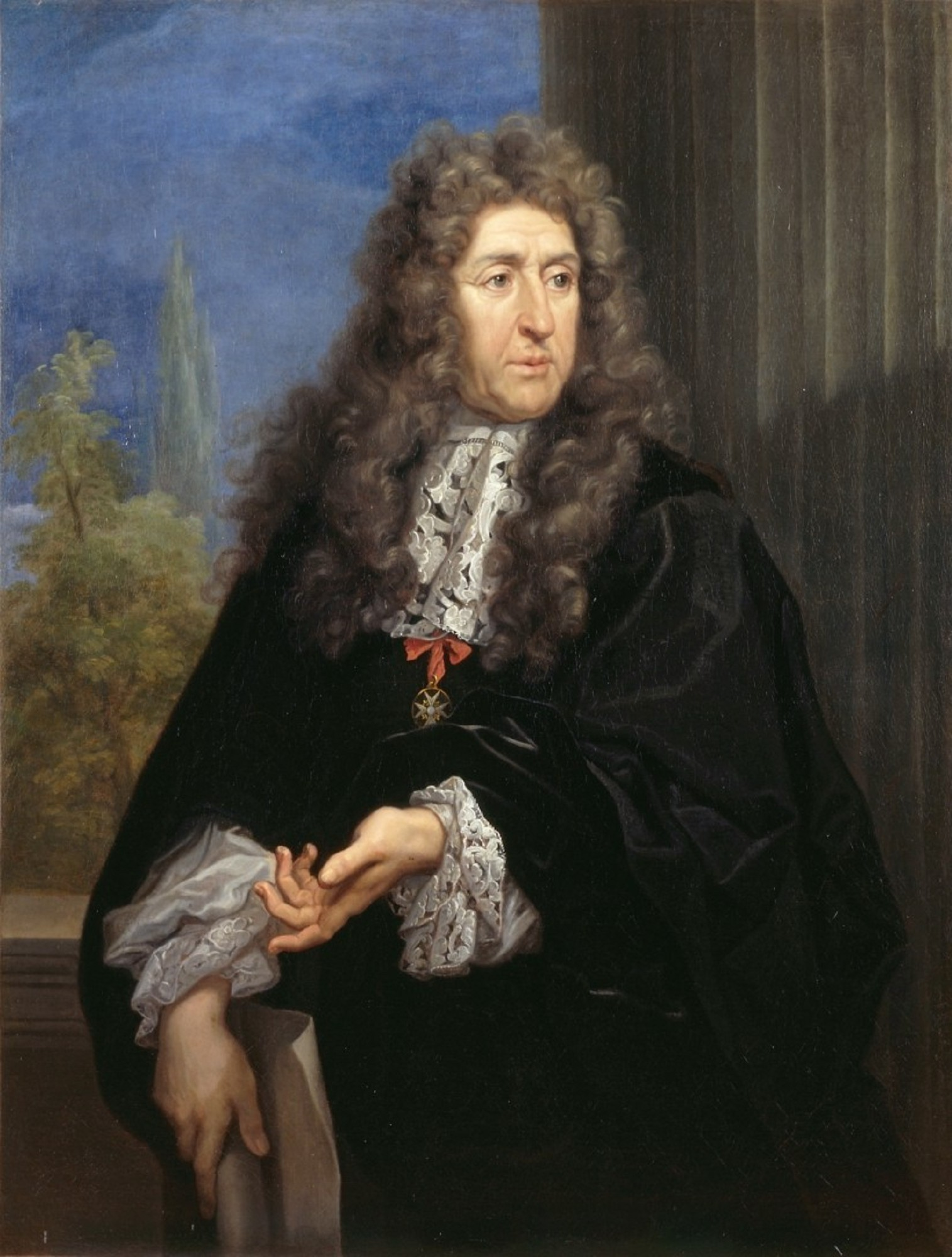
Carlo Maratta, Portrait d'André Le Nôtre (vers 1680), château de Versailles.

Les scellés sont alors apposés à Vaux comme à toutes ses maisons et, le matin du 7 septembre, « deux maîtres des requêtes se présentèrent au château en partie démeublé, tentures rangées dans le garde-meuble, rideaux tirés sur les tapisseries, vaisselle précieuse et objets de prix réunis dans un coffre-fort », où le capitaine Mathieu d'Angenville, exempt des gardes, s'établit jusqu'en 1665.
Le Brun était parti laissant les objets d'art de son appartement ; Vatel, compromis, s'enfuit en Angleterre ; Le Nôtre avait obtenu d'emporter les plans des jardins. Huit jours plus tard s'opéraient l'inventaire et la saisie des papiers.
Au cours du procès à charge ordonné par le roi, Lefevre d'Ormesson lança aux magistrats à la solde du pouvoir le fameux : « La Cour rend des arrêts, non des services », qui lui valut l'inimitié royale.

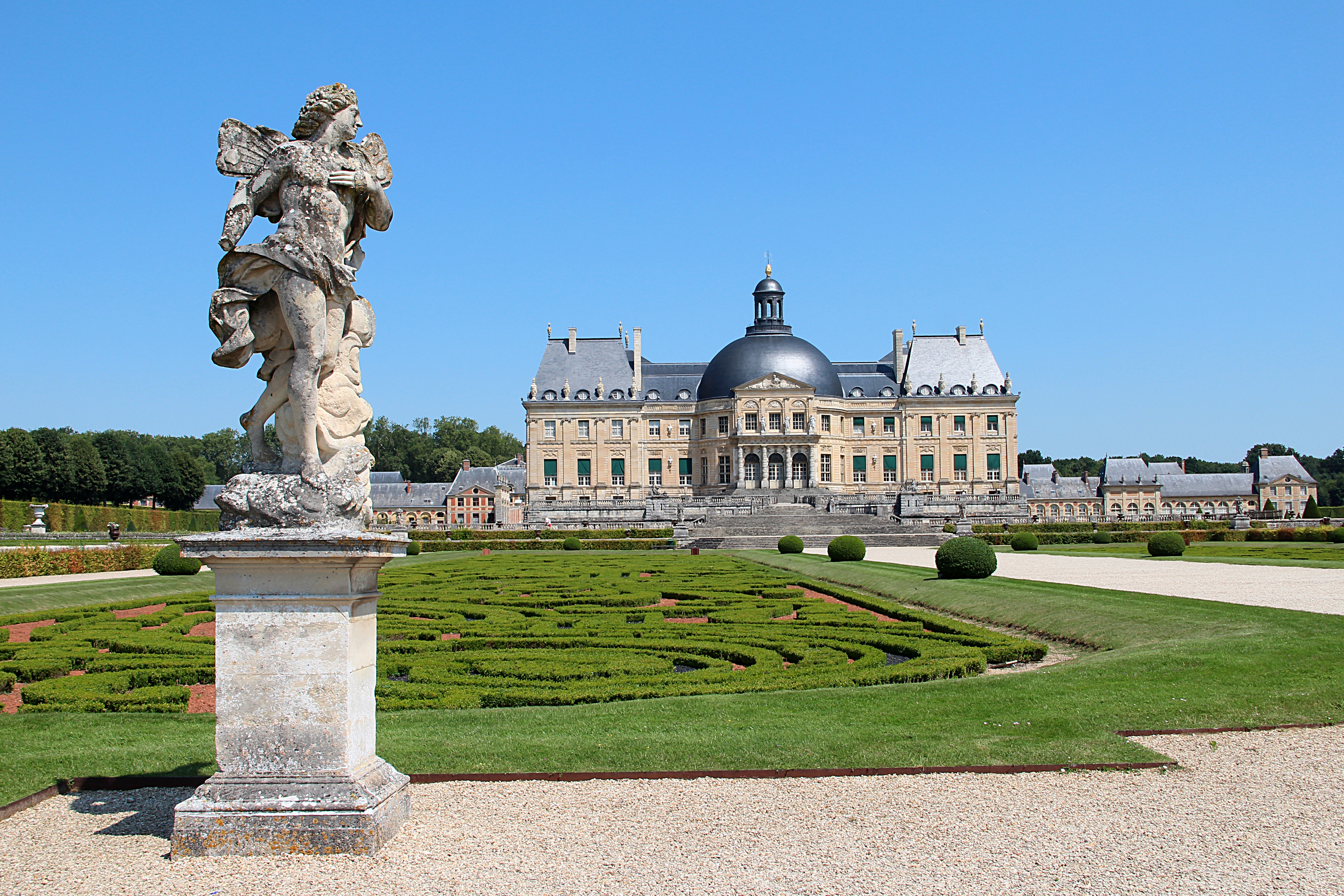
Le château vu des jardins.

Devant les réclamations des créanciers du surintendant — dont son épouse, alors exilée à Limoges — la mise aux enchères de ses biens fut ordonnée ; la vente du mobilier de Vaux et de la résidence de Saint-Mandé se déroula de 1665 à septembre 1666, après que Louis XIV eut fait prélever pour lui-même maints objets précieux, tapisseries, étoffes de brocart, tables de marbre, vases de vermeil, etc. Des carreaux de dallage en marbre blanc et noir furent transportés au Louvre, des orangers en caisse et des milliers d'arbrisseaux à Versailles et aux Tuileries.
Vaux, non confisqué, fut abandonné par les créanciers à Mme Fouquet en 1673 avec les seigneuries de Melun et de Belle-Île contre le paiement sous dix ans de 1 250 000 livres de dettes privilégiées. Exilée ensuite à Moulins, il lui était interdit de retourner à Vaux, où son fils aîné, Louis-Nicolas, officier, titré comte de Vaux, put s'installer.
Celui-ci y reçut le 15 juillet 1676 la marquise de Sévigné, qui y vit « toutes les fontaines muettes et sans une goutte d'eau, parce qu'on les raccommodoit ».
En 1684, quatre ans après la mort de son mari, Mme Fouquet donna les seigneuries de Vaux et de Melun à son fils, qui dès 1683, à court d'argent, avait vendu au roi des termes de marbre blanc attribués à Poussin (à Versailles), puis en 1699 « des statues antiques et modernes », 70 gros marronniers pour Trianon et quantité de grosses carpes pour les bassins de Marly.
En 1687, à 32 ans, il avait épousé la fille de 14 ans de la célèbre madame Guyon, doctrinaire du quiétisme, qui vint vivre avec le couple à Vaux deux ans et demi.
Il semble avoir poursuivi dans les jardins certains travaux entrepris par son père ; de cette époque datent la plantation de l’avenue menant au château et celle de l’hémicycle d’entrée, du bosquet de la Patte d’Oie et d’une grande partie du parc.
En 1705, le second et dernier Fouquet détenteur de Vaux mourut sans enfants, à Paris.

### Le duché de Vaux-Villars

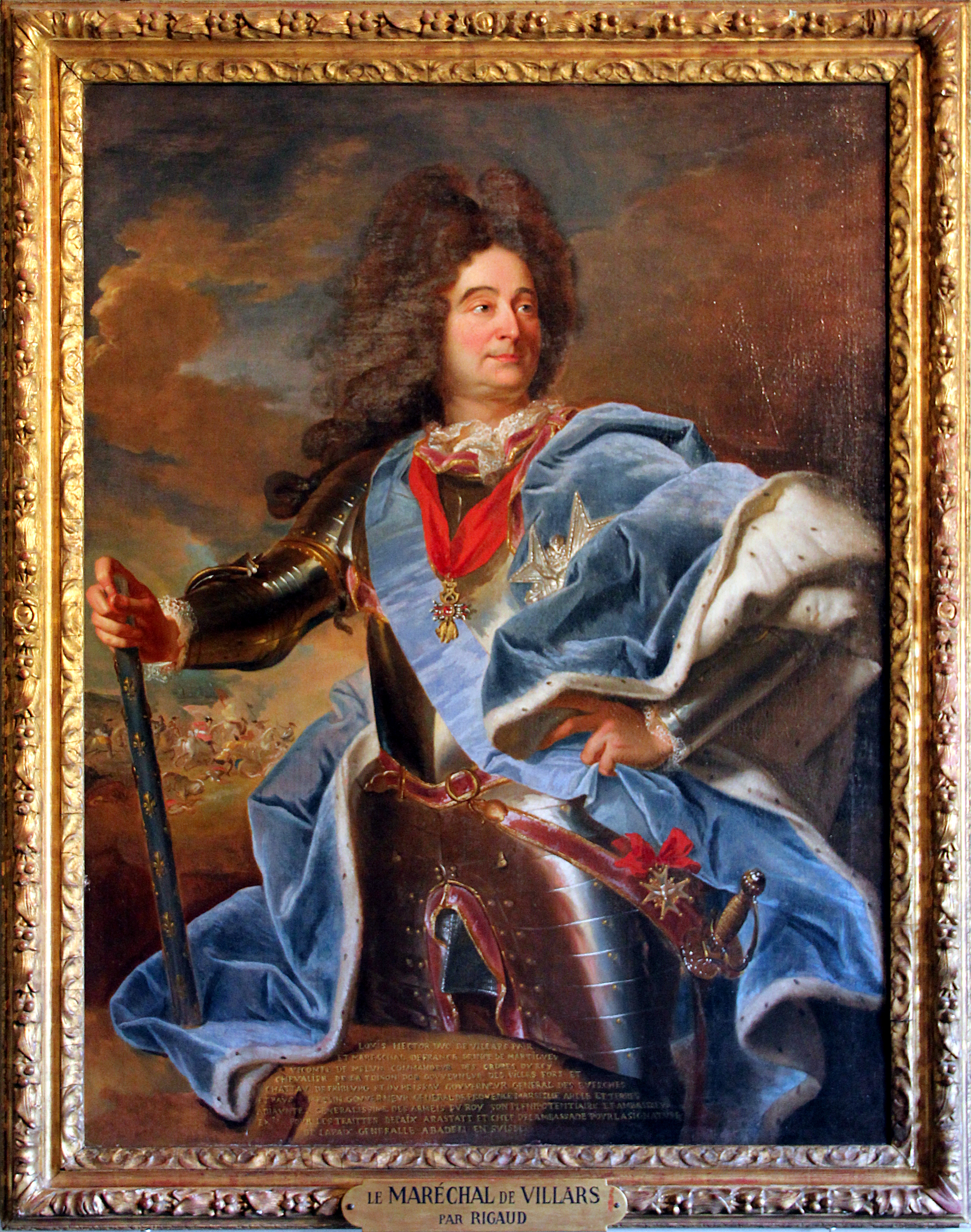
Le maréchal Claude Louis Hector de Villars.

Trois mois après, sa mère et héritière vendit le domaine et la vicomté de Melun au maréchal de Villars, général des armées, qui, fait duc héréditaire par Louis XIV cette même année, devait posséder une terre siège de son nouveau duché, qui prit le nom de Vaux-Villars, où ses armes remplacèrent l'écureuil des Fouquet sur certains lambris et façades.
Le peu fortuné vainqueur de Denain acheta le domaine par procuration — sans l'avoir vu — et aurait ensuite écrit : « La mariée est trop belle et elle coûte cher ; trop de cascades, trop de fontaines ! » d'où, en tant que gestionnaire prudent et avisé, l'achat de terres de rapport alentour.
Un mobilier plus moderne et confortable prend alors place, ainsi que « 108 peaux de cuir doré », le portrait du maréchal par Hyacinthe Rigaud et de nombreux grands tableaux représentant ses batailles, par l'atelier de Jean-Baptiste Martin dit « Martin des batailles ». Le nouveau propriétaire veille à l'entretien (réparations des canaux et pièces d'eau) et à la mise en valeur du domaine où, du fait des campagnes militaires annuelles, il ne séjourne qu'en hiver. Il y joue au billard et expose dans les communs plusieurs canons, trophées offerts par le roi.
La paix revenue, il y reçoit et donne des fêtes ; la reine Marie Leszczyńska, en octobre 1728, puis Louis XV en juillet 1731, venus de Fontainebleau, vinrent visiter les jardins et leurs fontaines.
Voltaire, très assidu auprès de la jeune et séduisante duchesse — Jeanne Angélique Roque de Varengeville, de 30 ans la cadette de son époux — y mit en scène des tragédies et des comédies où elle se produisait avec ses invités, dans un théâtre alors aménagé. La célèbre Adrienne Lecouvreur y séjourna en novembre 1724.
On y avait, comme chez la duchesse du Maine à Sceaux, des « nuits blanches » pour y observer, de la terrasse ou des parterres, les constellations et les étoiles filantes. Voltaire, inspiré par un phénomène solaire qui y fut observé un matin, y écrivit avec humour cette épître, adressée à Fontenelle :

« Le soir sur des lits de verdure 
Lits que de ses mains la nature 
Dans ces jardins délicieux 
Forma pour une autre aventure 
Nous brouillons l'ordre des cieux 
Nous prenons Vénus pour Mercure 
Car vous savez qu'ici l'on a 
Pour examiner les planètes 
Au lieu de vos longues lunettes 
Que des jumelles d'opéra »

auquel l'auteur des Entretiens sur la pluralité des mondes répondit sur le même ton.
La cour et les parterres de broderies sont alors couverts de gazon, la cascade et la grille d’eau se dégradent.
Après la mort du maréchal de Villars à Turin le 17 juin 1734, sa veuve, trouvant ce séjour trop onéreux, se retira au château d'Ozonville à Athis-Mons qu'avait possédé le maréchal-duc de Roquelaure en 1721-1738. Elle mourut octogénaire et « fort dévote »[réf. nécessaire] le 3 mars 1763.
Son fils et héritier, Honoré-Armand, « débauché et très vain personnage, sans valeur morale ni capacités, mais comblé d'honneurs, de titres et de dignités »[réf. nécessaire], conserva Vaux seulement un an, après avoir fait arracher le plomb des canalisations et des motifs décoratifs des fontaines, afin de les vendre. Il fit alors transférer les biens et œuvres que son père avait laissés à Vaux à ses hôtels parisiens, le grand et le petit hôtel de Villars (aujourd'hui respectivement la mairie du VIIe arrondissement et le collège Paul Claudel-d'Hulst), notamment le grand portrait de son père par Hyacinthe Rigaud.

### Le duché de Vaux-Praslin

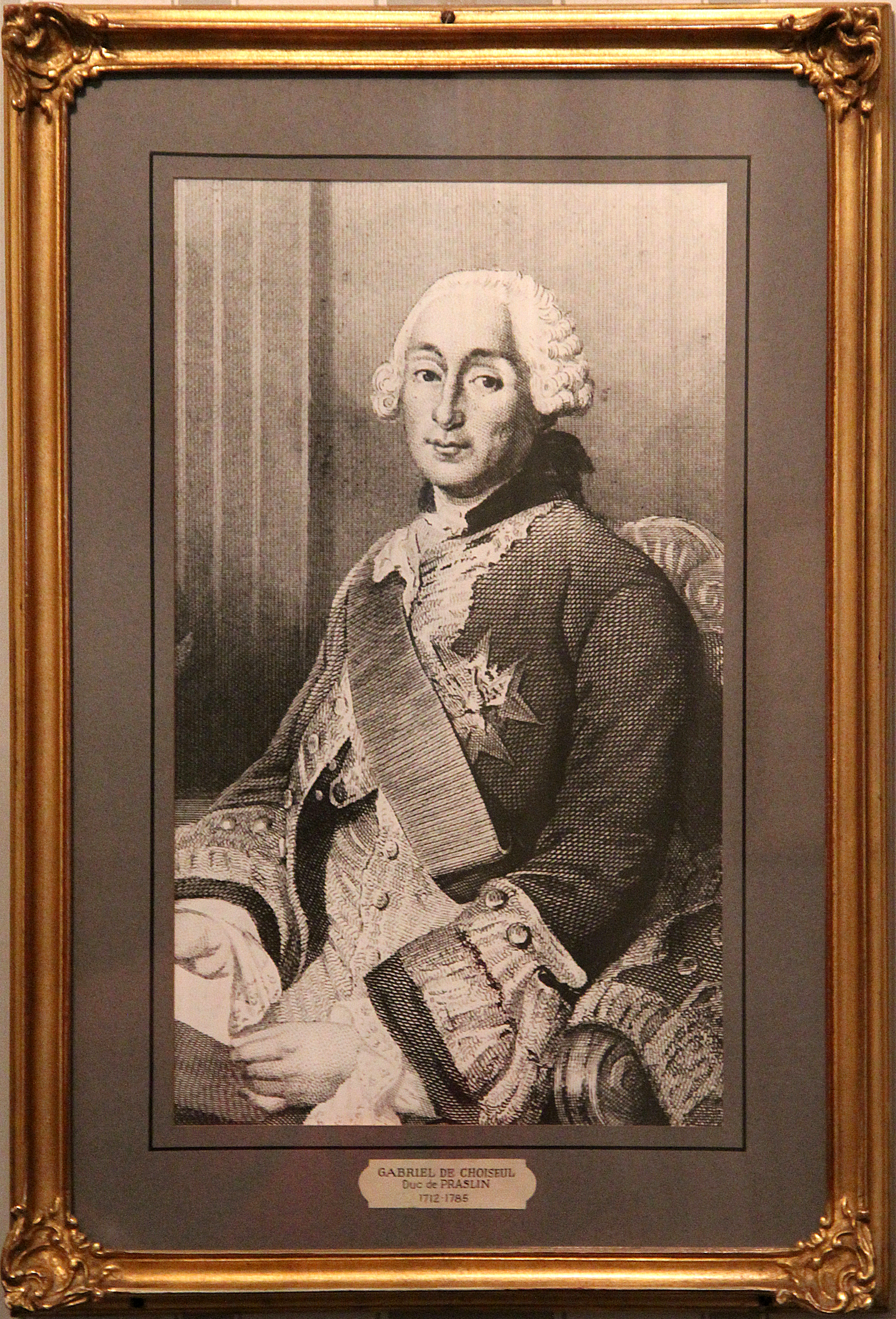
Gravure du duc de Praslin par François-Anne David d’après Alexandre Roslin.

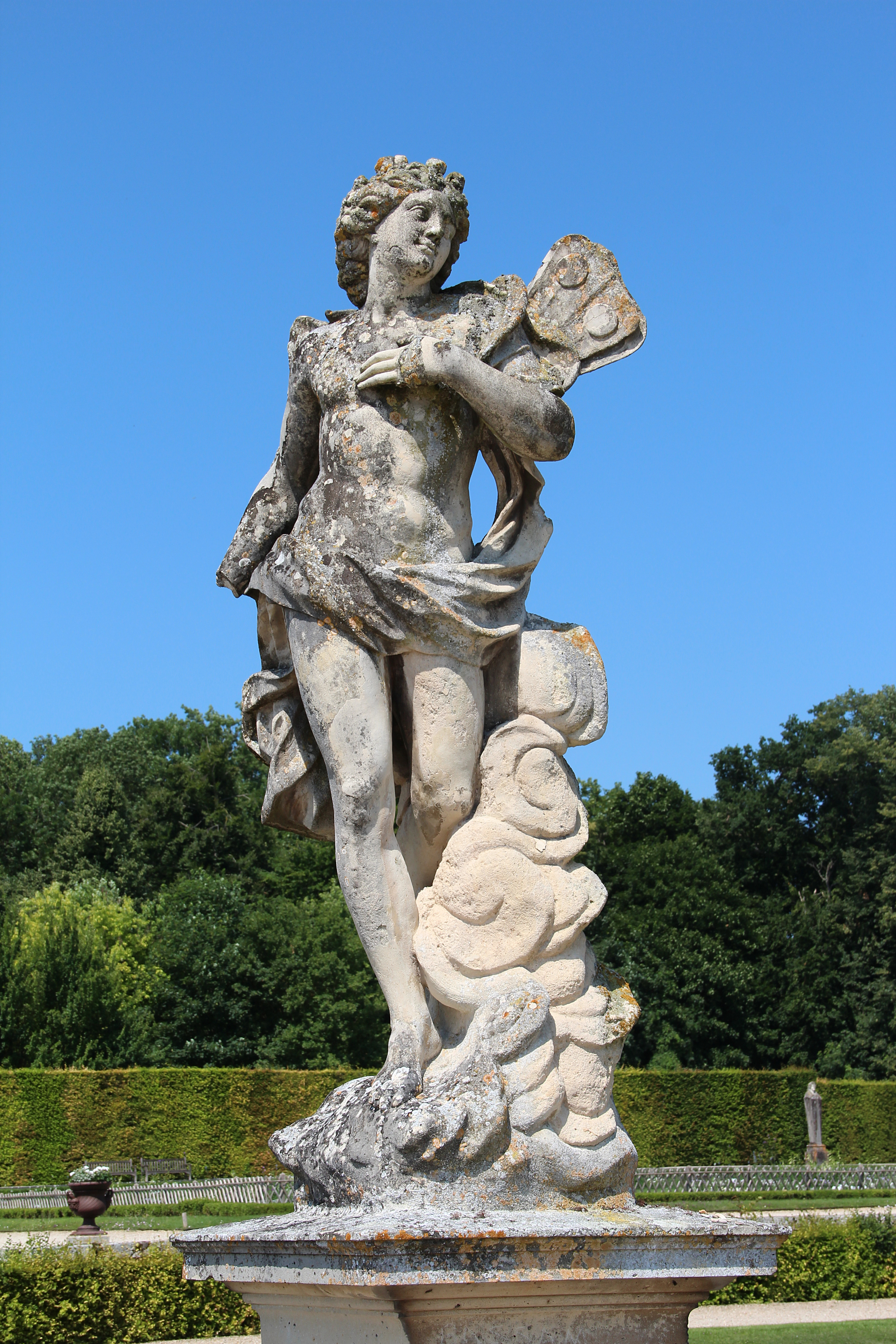
Statue de Zéphyr.

Le 17 août 1764, César Gabriel de Choiseul-Praslin, cousin du célèbre ministre, duc et pair de Praslin, lieutenant-général, diplomate, ministre des Affaires étrangères et de la Marine, membre du Conseil du roi, académicien, achète le domaine et obtient du roi que les « titre, nom, prééminence de ses terres » soient transférés sur le duché-pairie, qui prend le nom de Vaux-Praslin.

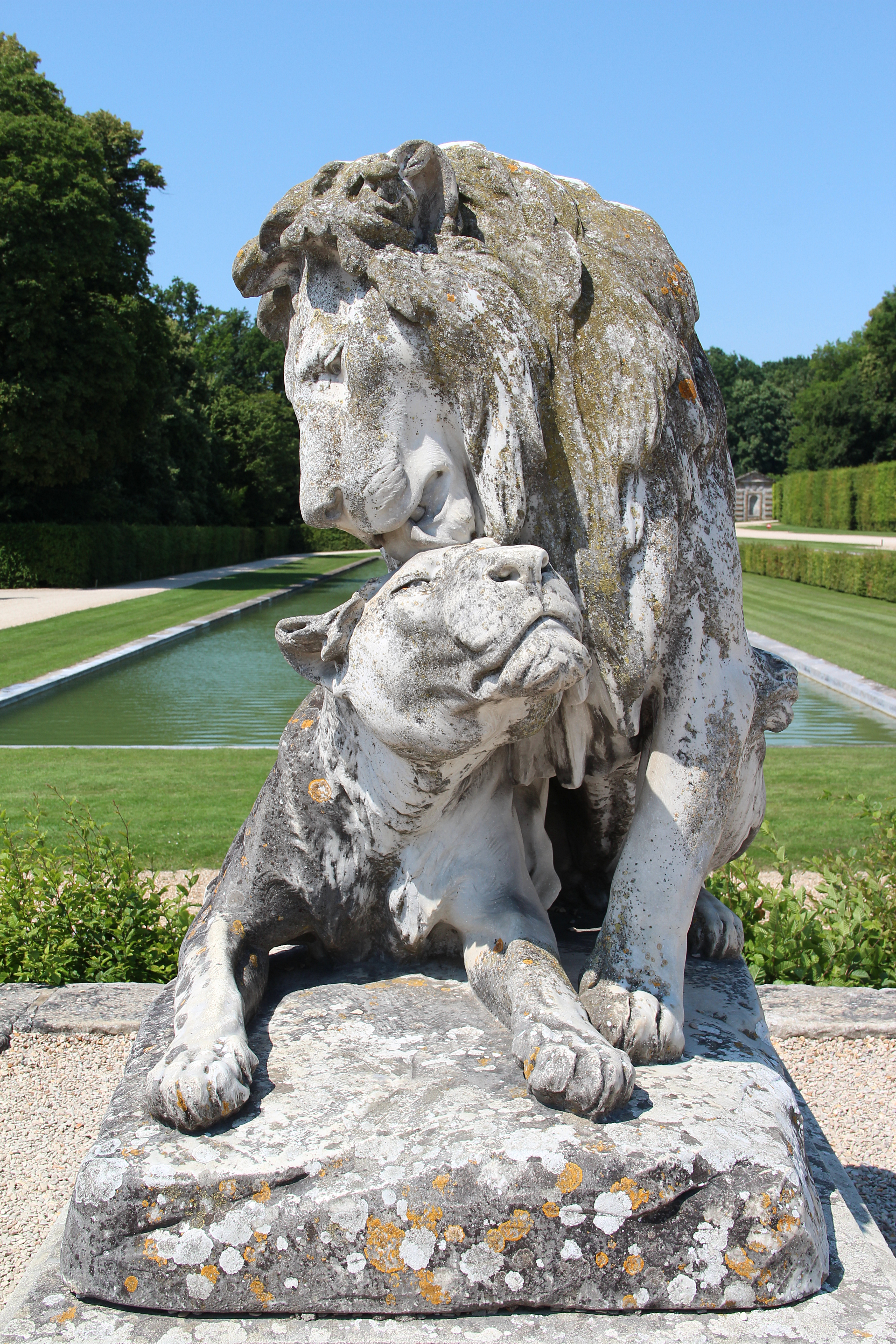
'Le Lion et la Lionne' par Georges Gardet.

En 1770, il suit la disgrâce de son cousin et est exilé dans son duché, où, comme son prédécesseur, il respecte la décoration ancienne des salons, conserve les tableaux des batailles de Villars, y dépose un grand modèle de navire en souvenir de ses activités ministérielles, fait moderniser par l'architecte Berthier les vastes appartements, mais ne touche pas aux jardins.

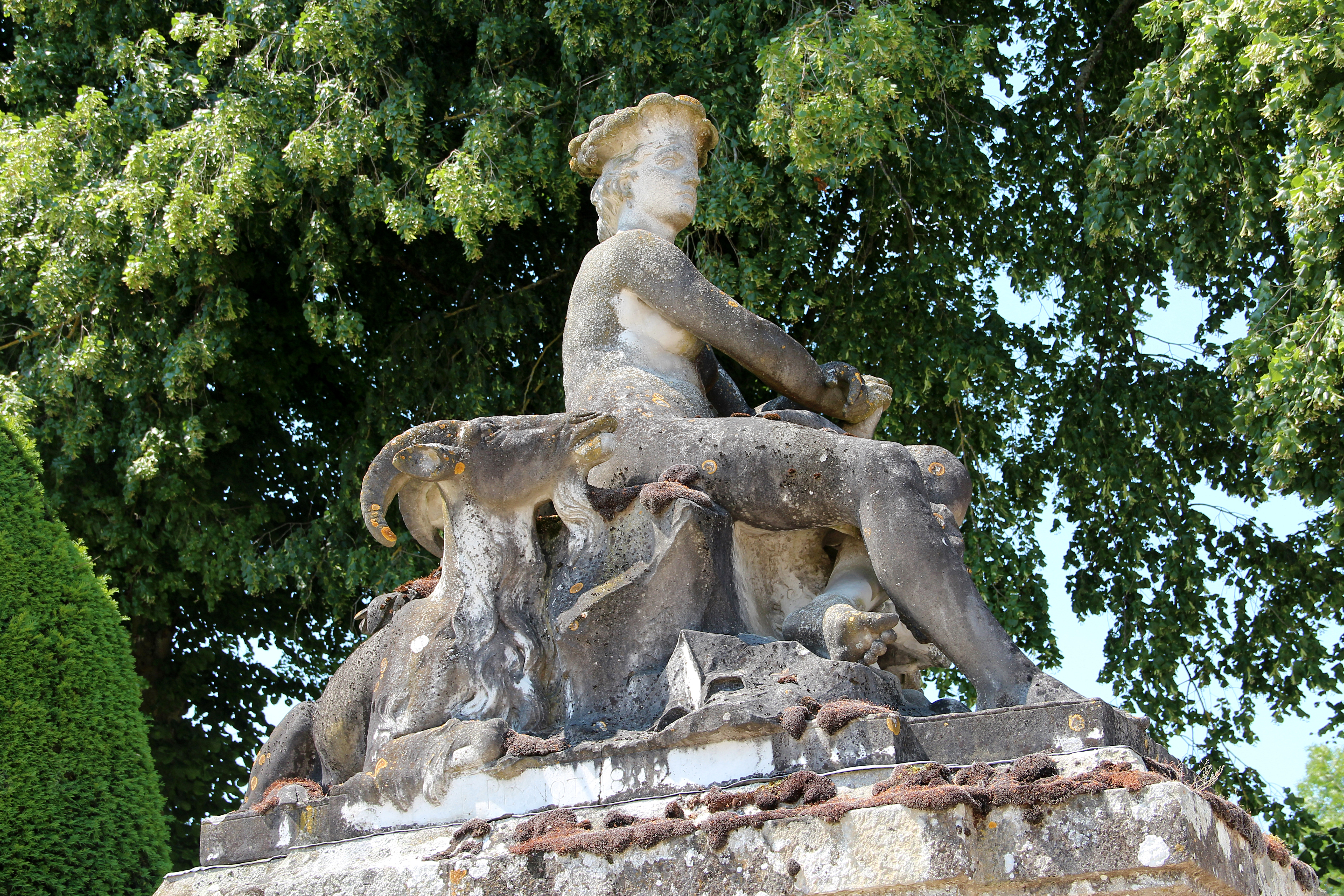
- 'L'Amérique' par Émile Peynot.

En 1791, le domaine est transmis à son petit-fils, Antoine-César de Choiseul-Praslin, 3ᵉ duc de Praslin, député de la noblesse de la sénéchaussée du Maine, qui n'émigre pas, est arrêté en 1793 et reste emprisonné jusqu'à Thermidor.
Le domaine n'est pas déclaré bien national, mais, conformément aux lois de la Convention, la municipalité de Maincy et le directoire du district de Melun ordonnent à l'intendant de marteler les armes du fronton et ses lions, « animaux contraires aux lois », de brûler de plusieurs portraits peints des rois de France et des tapisseries portant des emblèmes royaux, et de briser des bustes d'empereurs romains.
En novembre 1793, devant la notification d'enlever tous les meubles du ci-devant château sous huit jours afin que rien ne s'oppose à sa démolition, la « citoyenne Praslin » eut l'idée de faire don à la République des peintures et décorations du château, ce qui fit suspendre la démolition, et les deux commissaires nommés pour reconnaître et faire enlever ce qui serait jugé digne d'être conservé, estimèrent qu'il méritait d'être conservé à l'enseignement, ce qui le sauva.
Libéré et nommé sénateur en 1799, Antoine-César de Choiseul-Praslin meurt en 1808.
Son fils, Charles-Félix de Choiseul-Praslin,  4ᵉ duc de Praslin, hérite du château. Il fait aménager, en 1810, un jardin à l’anglaise au goût du jour au-delà de la route et de la grille d'entrée, ne portant pas atteinte aux créations de Le Nôtre, mais sans entretien depuis des années, les cascades, la grotte, les jeux d'eau, les bassins disparaissent dans les herbes. Le 4ᵉ duc meurt en 1841.
En 1842, l'héritier du domaine, Charles de Choiseul-Praslin (1805-1847), 5e duc de Praslin et son épouse Françoise, fille du maréchal Horace Sébastiani, ancien compagnon d'armes de Napoléon Ier, font réparer la charpente du dôme et remplacer sa lanterne par l'architecte Louis Visconti. Les parterres, terrasses et ouvrages hydrauliques sont remis à jour. Le cabinet des bains voit alors son plafond circulaire peint d'enfants et de guirlandes et orné de leur chiffre doré.
Vers 1846, Louis-Philippe, venu de Fontainebleau visiter le château, peut y voir « des tapisseries de Beauvais d'après Boucher, une précieuse collection de porcelaines, un grand modèle de navire et de beaux volumes aux riches reliures ».
Mais ce chantier prend fin après que le 17 août 1847 le duc, tombé amoureux de la gouvernante de ses enfants, Henriette Deluzy-Desportes, eut poignardé sa femme dans leur appartement de l'hôtel Sébastiani no 51 rue du Faubourg-Saint-Honoré, causant un scandale énorme qui selon certains historiens n'aurait pas été sans influence[réf. nécessaire] sur la chute, un an après, de la monarchie de Juillet. Détenu au palais du Luxembourg, le 5ᵉ duc de Praslin se suicide à l'arsenic « pour éviter à ses proches la honte de la cour d'assises ».
Leurs huit enfants mineurs répartis dans des collèges et couvents, le château inhabité est fermé et peu ou pas entretenu. Presque 30 ans plus tard, Gaston de Choiseul-Praslin, qui en a hérité, vivant à l'étranger, décide de se défaire de l'immense demeure qui nécessite des travaux de restauration hors de ses moyens.
Le 15 juin 1875, Alfred Sommier, richissime raffineur de sucre et amateur d'art, après l'avoir visité avec son ami le bibliophile Gustave Guyot de Villeneuve, préfet royaliste de Seine-et-Marne depuis 1873, fort impressionné par le bon état de conservation des décors intérieurs vieux de deux siècles, décide de préserver cette œuvre d'art global, dont l'apparent mauvais état général peut faire craindre une démolition.
Seul acquéreur aux enchères à la bougie du 6 juillet suivant, il devient alors propriétaire des trois lots : le château et son parc ; ses importants communs et dépendances ; et trois fermes – soit un domaine de près de 1 000 hectares qu'il achète pour 2 275 400 francs-or (soit sept millions d'euros actuels).

### Ventes de mobilier et d'objets d'art
Après les ventes aux enchères publiques de 1786, 1792 et 1808 de l'énorme collection d'œuvres d'art constituée par les Choiseul en un siècle, une vente des greniers du château eut lieu sur place.
Les 3, 4, et 5 avril 1876 furent vendus aux enchères publiques à l'Hôtel Drouot par le commissaire-priseur Charles Pillet et l'expert Charles Manheim les très nombreux meubles et tapisseries du mobilier Praslin de Vaux-le-Vicomte, vacation qui fut peinte par Benjamin-Eugène Fichel; le tableau a été vendu de même à Drouot-Richelieu le 22/06/2017 (cf. Une scène historique à  Drouot : la vente Choiseul-Praslin de Vincent Noce, dans le numéro 29 de « La Gazette Drouot » du 21/07/2017 pp 32 et 33) ; parmi ses 296 lots figuraient une portière de la Licorne des Gobelins, des tableaux (Restout[Lequel ?], Jean-Baptiste Santerre, Jean-François de Troy), des objets d'art, dont un célèbre régulateur en bois d'ébène et bronzes dorés de Ferdinand Berthoud, Balthazar Lieutaud et Philippe Caffieri, et les livres exclus de la cession du château par le  6e duc de Praslin, à l'exception de deux grandes tables d'apparat ovales au piétement richement sculpté, ultimes témoins du mobilier Fouquet, quatre bustes, deux grands athlètes antiques et sept tableaux de l'héritage Villars — qui sont restés.
Sont présumés avoir fait partie de cet ameublement : un secrétaire ou bureau à cylindre d'époque Transition, par François-Gaspard Teuné, vendu à Monaco le 17 juin 2000, reproduit par Angie Barth (L'Estampille-L'Objet d'art, no 362, octobre 2001, p. 55) et une pendule sur console d'applique à mouvement de Louis Mynuel (vers 1730), reproduite par Jean-Nérée Ronfort et Jean-Dominique Augard.
Plus anciens au château, une table d'apparat en bois sculpté et doré (Paris, musée du Louvre) a été reproduite par Gustave Geffroy ; deux tapisseries tissées à Maincy pour Fouquet sur des dessins de Charles Le Brun (1659-1660) figurèrent à la vente François Coty, à Paris les 30 novembre et 1er décembre 1936.

### Les Sommier, sauveurs d'un chef-d'œuvre en péril
« Lui-même, sa femme et ses enfants vivaient à Vaux dans le respect et l'admiration de cette beauté qu'ils recréaient avec des soins pieux sans céder à la tentation d'y susciter le train de vie de jadis ».

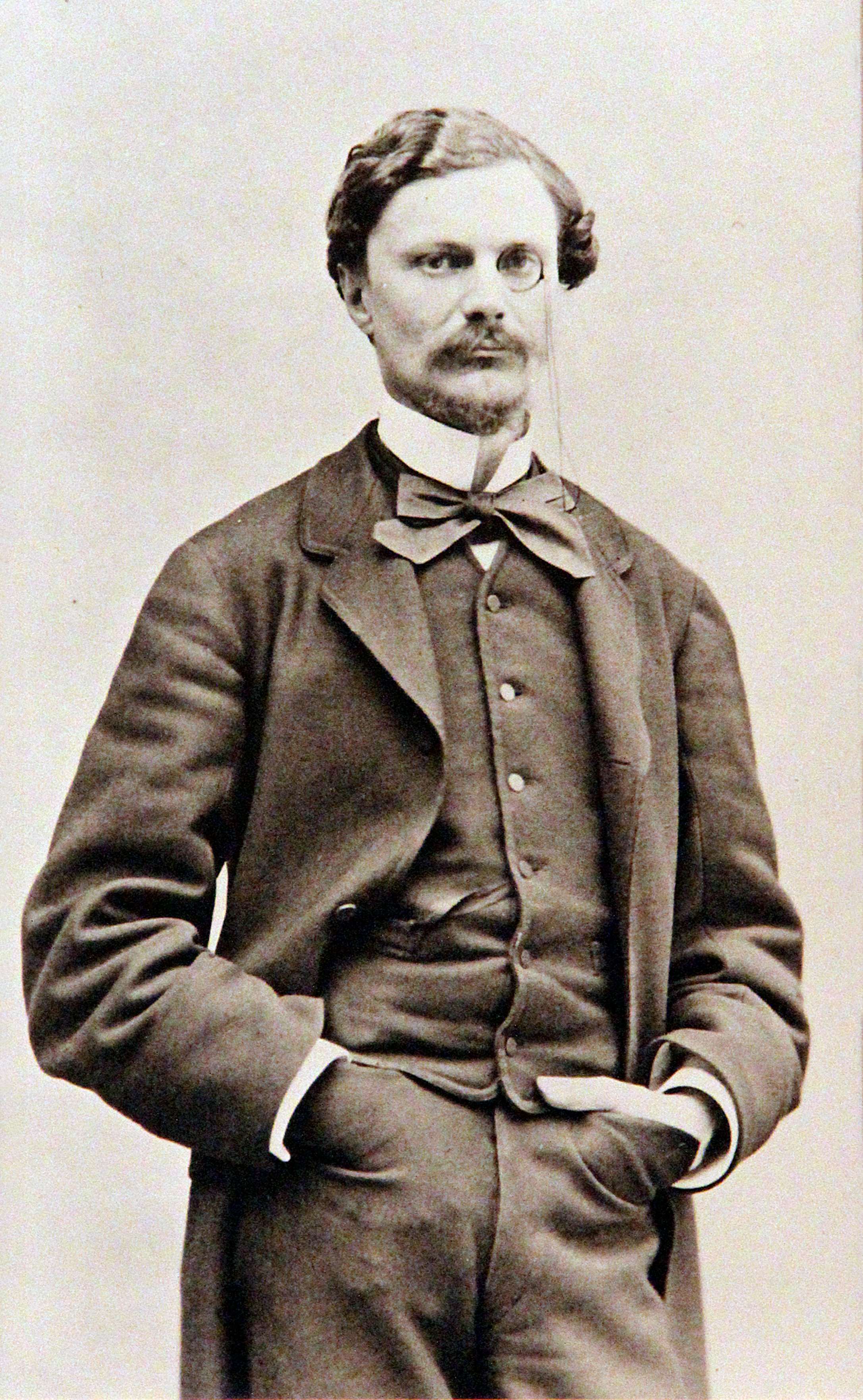
Alfred Sommier vers 1872.

Les Sommier remeublèrent le château en mêlant pièces anciennes et meubles inspirés du style du XVIIe siècle — conservés en partie — en s'entourant des conseils de l'architecte et décorateur Émile Peyre, auprès de nombreux antiquaires parisiens, et en faisant réaliser un mobilier de style approprié au bâtiment, comme un somptueux billard inspiré des ouvrages d'André-Charles Boulle par l'ébéniste Henri Dasson.

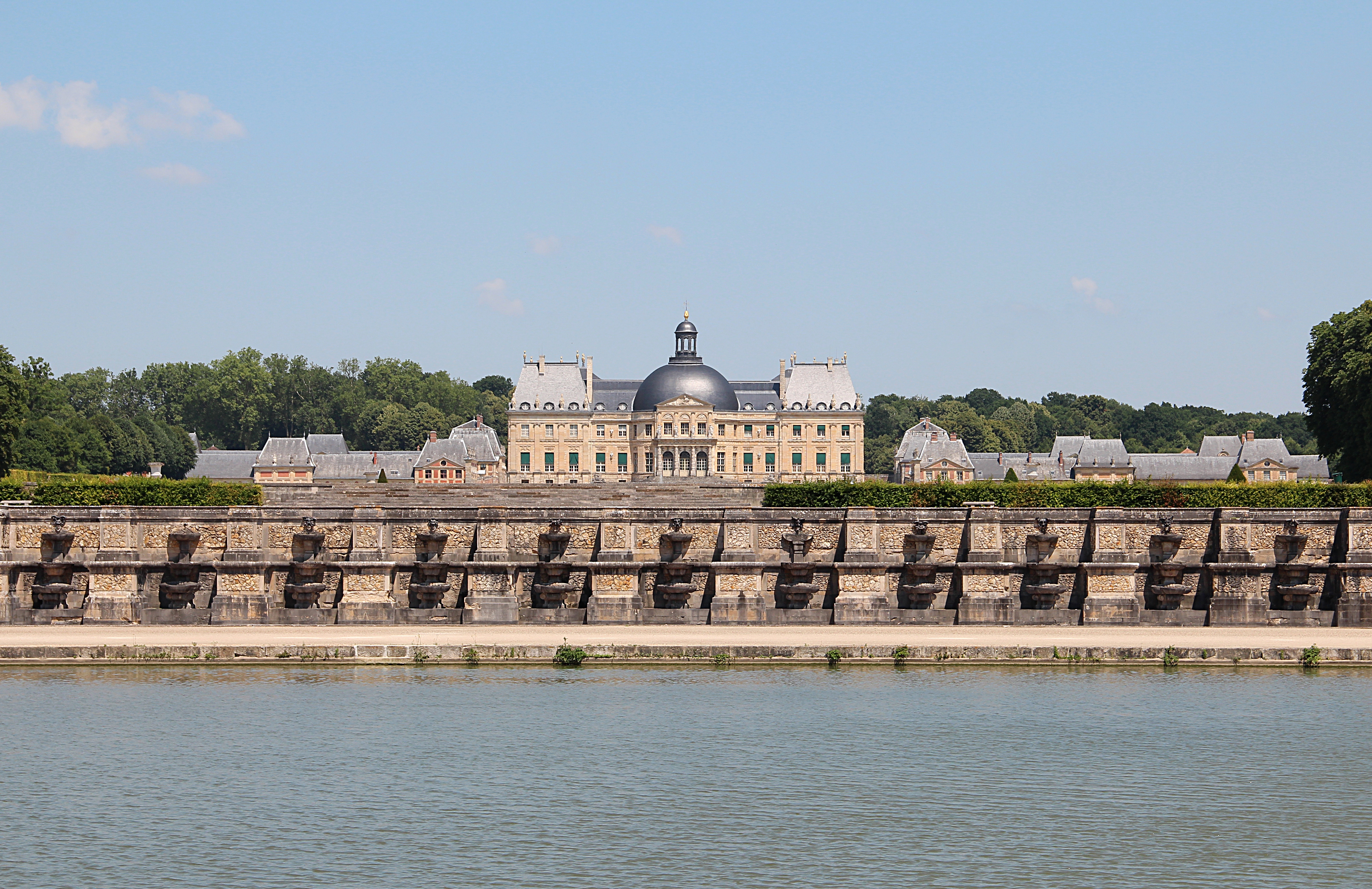
Grandes cascades.

Une restauration générale des bâtiments fut alors engagée de 1875 à 1893 par l’architecte Gabriel-Hippolyte Destailleur, secondé par le méconnu Élie Lainé pour les jardins, et à partir de juillet 1877 la famille Sommier y séjournera chaque année de juin à décembre. La restauration du domaine lui aurait coûté 5,6 millions de francs-or.
« Il éprouvait pour son beau palais une telle vénération qu'il refusait farouchement d'y installer l'électricité, craignant que cette nouveauté n'y mît le feu. Il fallut que vers 1900 le chef des gendarmes de Melun vînt lui expliquer que la lampisterie qu'il y entretenait, digne d'une gare, représentait un danger beaucoup plus grand pour les vénérables boiseries et les peintures précieuses ».

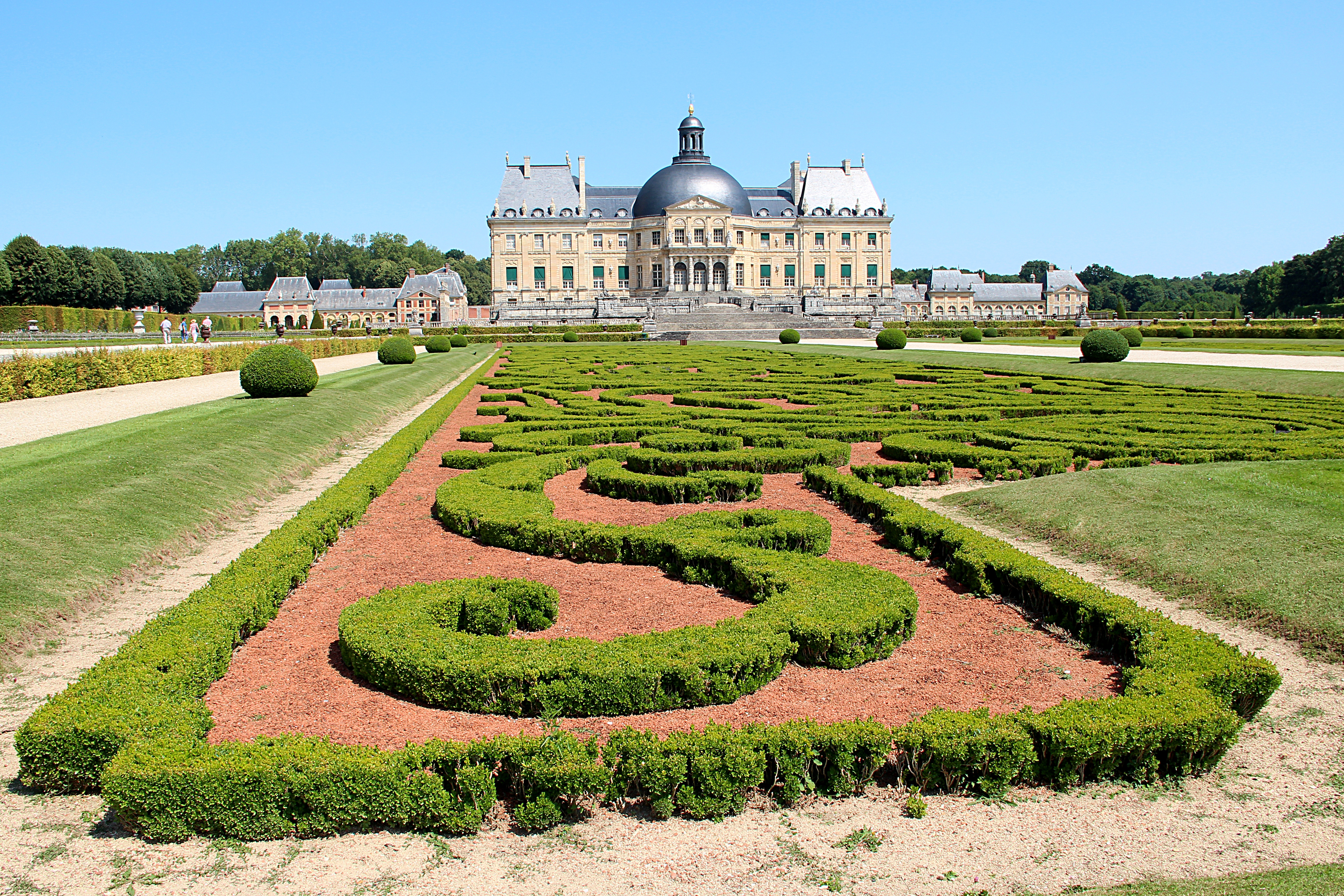
Les broderies reconstituées.

Les bassins (sauf une douzaine) furent restaurés, ainsi que les grottes et les cascades. Des statues anciennes ou commandées à des sculpteurs du temps furent implantées dans le jardin ; toutefois les parterres demeurèrent à l’état de simples pelouses. Alfred Sommier mourut à Vaux en 1908.
En 1911, Edme Sommier, seul fils survivant d'Alfred, avait chargé Alfred Duchêne — ou son collègue Laisné ? — d’achever la restauration des jardins : il recréa les parterres latéraux, les « parterres de broderies », le parterre central et le parterre de fleurs, travaux qui ne s’achèveront qu’en 1923.
Depuis, les environs du pont de Mont et la terrasse supérieure du parterre de fleurs ont été déboisés pour restaurer les dispositions du XVIIe siècle.

### Après la Première Guerre mondiale

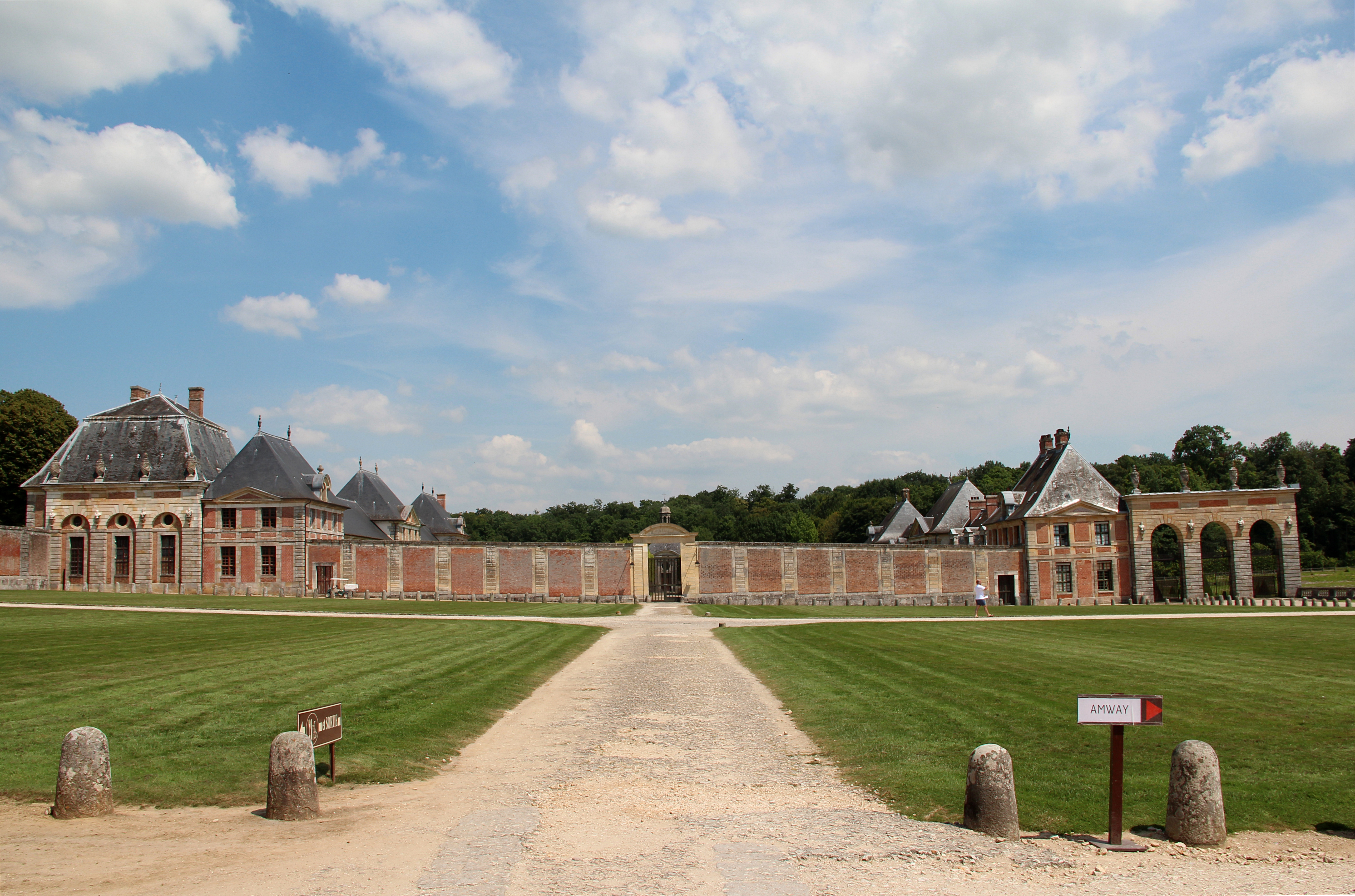
La ferme et les communs.

Le 30 juin 1918, Georges Clemenceau, président du Conseil et ministre de la Guerre, s'y arrête sur le chemin du grand quartier général des armées au château de Bombon, avec le chef de son cabinet militaire le général Mordacq pour y voir l'hôpital militaire auxiliaire no 23 créé au début de la guerre dans les communs par Germaine Sommier (1881-1968), née Casimir-Périer, dotée d'une installation de radiographie exemplaire, et où furent soignés 1 115 blessés. Il déjeune au château et se fait photographier avec l'équipe de l'hôpital et le général Mordacq sur le perron donnant sur les jardins. Le 1er juillet suivant, Mme Sommier est citée à l'ordre de l'Armée, avec attribution de la croix de guerre.
Le 12 juillet 1918, les généraux Foch et Weygand en font autant, et Foch, devenu maréchal de France, y retourne le 1er septembre.
Le domaine appartient ensuite au comte Patrice de Vogüé, qui le reçoit de son père Jean de Vogüé, neveu d'Edme Sommier (mort en 1945 sans postérité), lors de son mariage en 1967. C'est Patrice de Vogüé qui ouvre l'ensemble du domaine, parc et château, aux visites publiques : inauguration en est faite le 22 mars 1968. Des travaux sont réalisés et son épouse ouvre un restaurant, de 6 couverts à l'origine et qui sert 600 personnes par jour en 2018. Dans les années 1980 sont par ailleurs créés des dîners aux chandelles pour les visiteurs.
Dans la nuit du 18 au 19 septembre 2019, des voleurs s'introduisent dans le château, ligotent les propriétaires Patrice et Cristina de Vogüé et emportent un butin estimé à 2 millions d'euros.

## Description du château

### Organisation générale

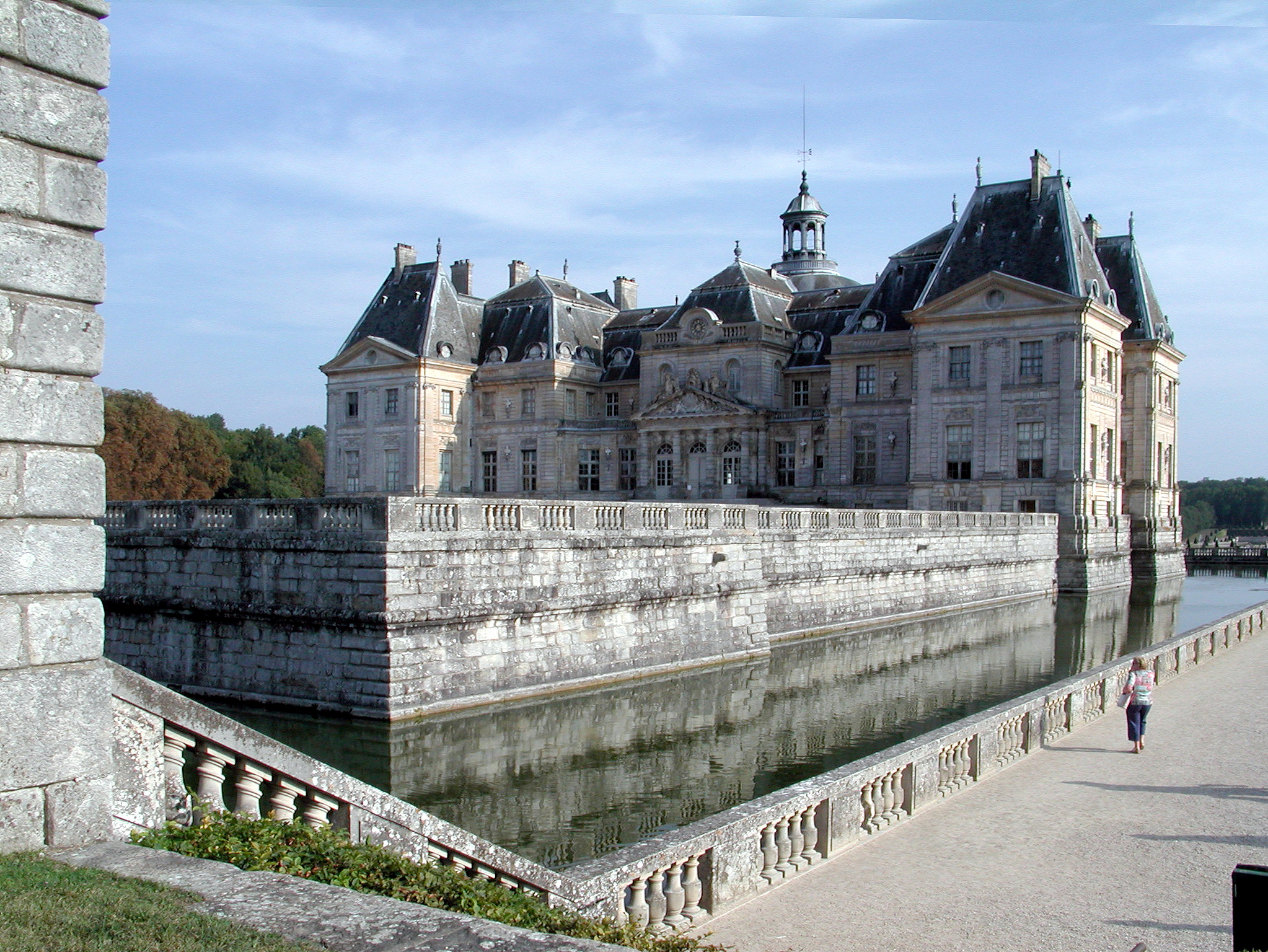
Entrée et fossés de Vaux-le-Vicomte (nord).

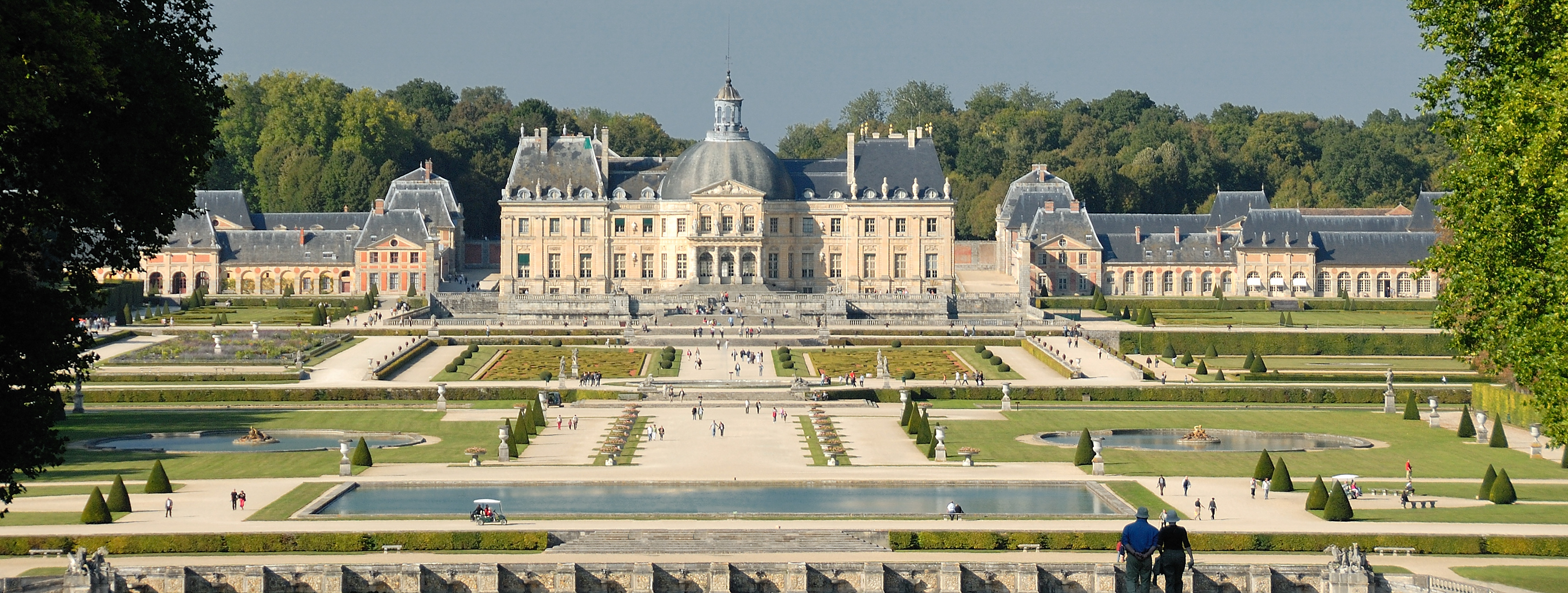
Façade sud du château de Vaux-le-Vicomte.

Le château comprend une centaine de pièces pour une surface de 2 500 m2, réparties sur trois niveaux sous une toiture de 3 500 m2.
Le château conserve du plan féodal français traditionnel la plateforme rectangulaire entourée de larges douves en eau, dont il occupe le sud. Deux portes reliaient le logis au reste du jardin.
Les ailes n’existent presque pas, ce type d’architecture étant apparu au cours de la première moitié du XVIIe siècle. Le château comporte un corps central avec trois avant-corps côté cour et une pièce en rotonde au centre de la façade regardant les jardins.

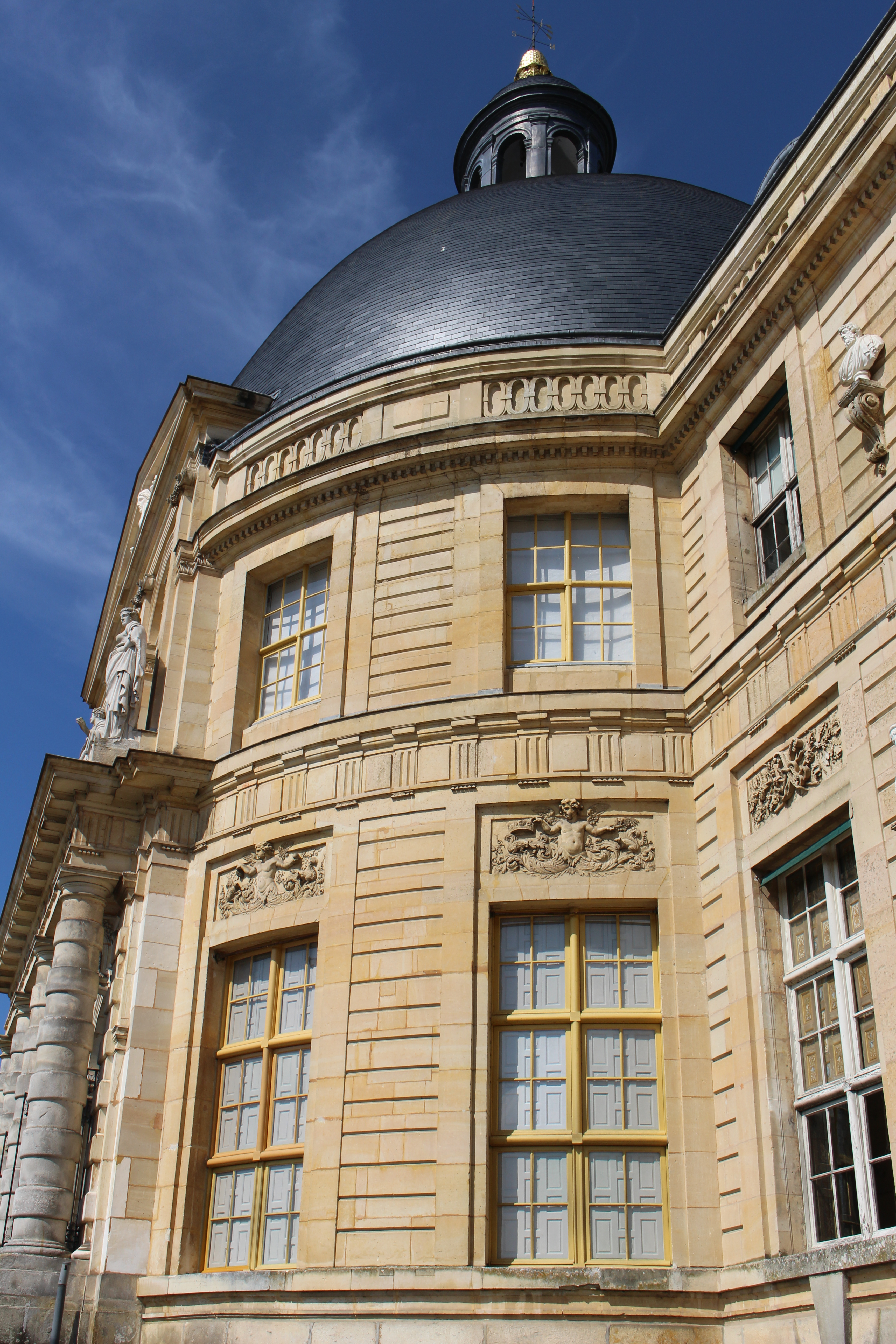
Façade sud du château de Vaux-le-Vicomte

Il y a quatre pavillons, deux de forme rectangulaire, côté jardin, et deux autres de forme carrée côté cour, qui, vus latéralement, semblent pourtant jumeaux, tradition de l’architecture française.

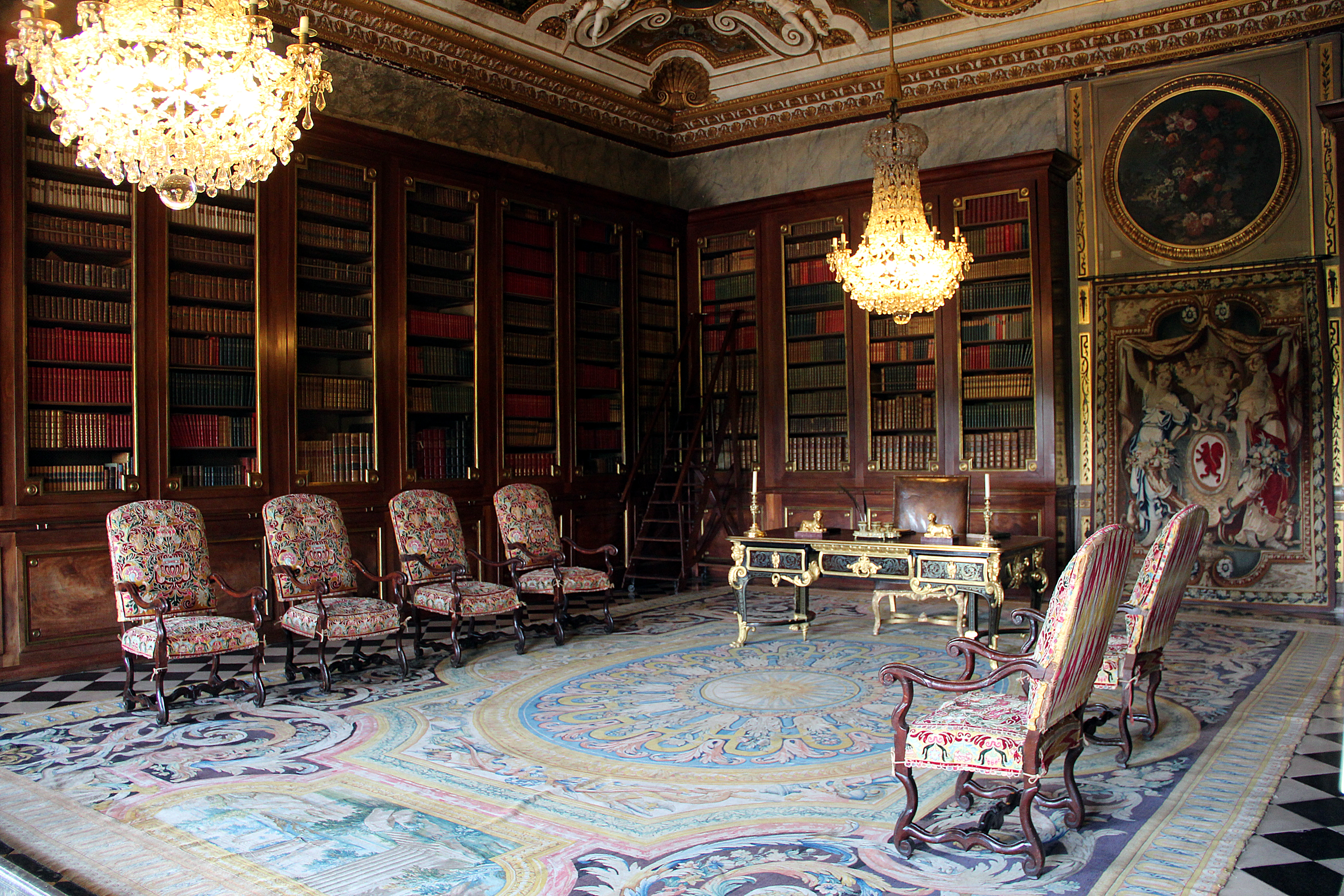
Bibliothèque.

Le caractère ouvert du bâtiment et le plan dit « massé » sont caractéristiques de l’époque.
Il y a toutefois une innovation, car le château français comporte habituellement une suite de pièces allant d’une extrémité à l’autre du bâtiment, disposition dite « corps simple » ou « en enfilade ». À Vaux, l'architecte fait preuve d'innovation en organisant l'espace intérieur avec une double enfilade de pièces parallèles avec des portes alignées ou « corps double ».

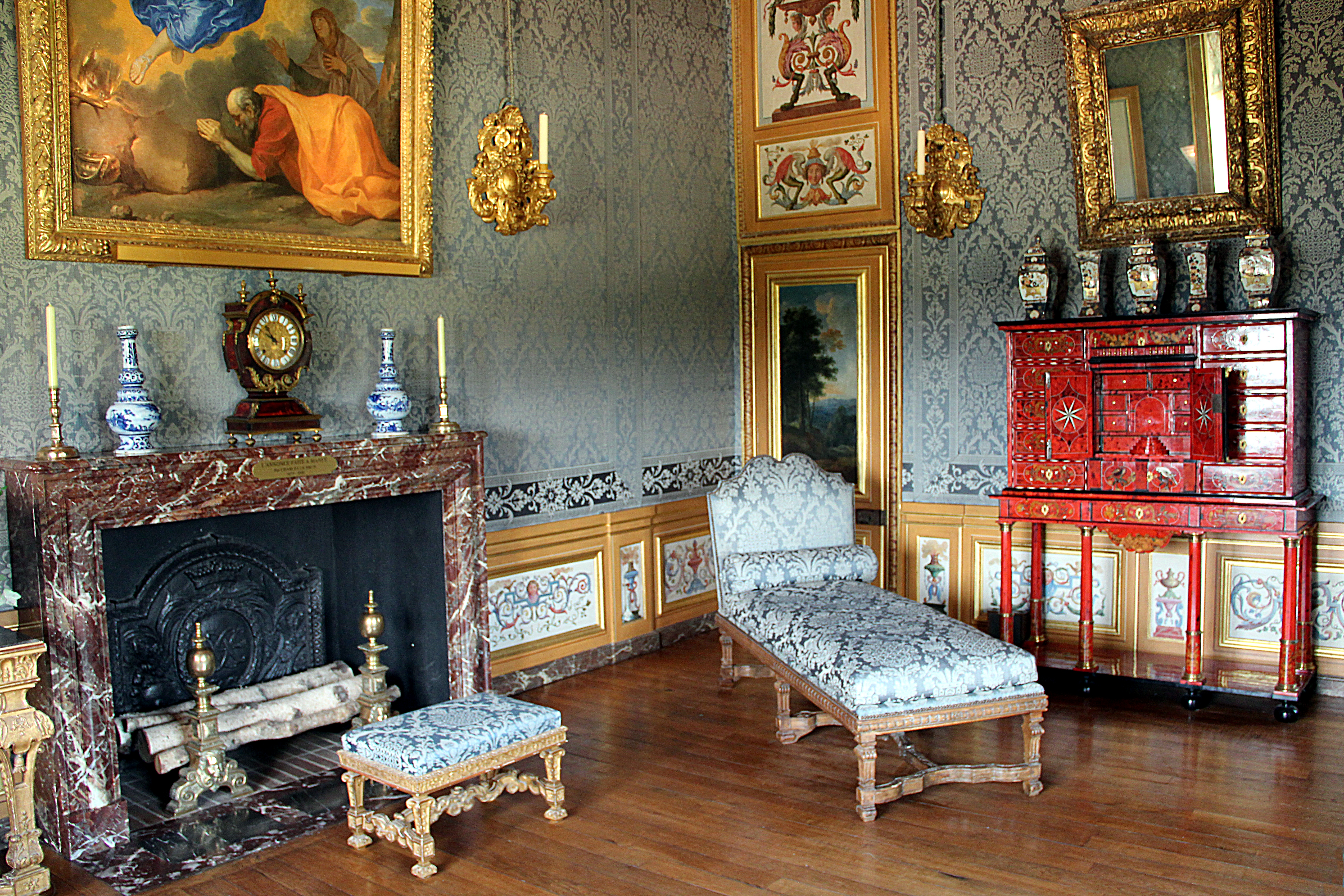
Cabinet de madame Fouquet.

Ce type d’organisation d’un bâtiment a déjà été employé par Louis Le Vau à l’hôtel Tambonneau en 1640 et par François Mansart à l’hôtel de Jars en 1648, mais est ici appliqué pour la première fois à un château.
Le salon dit « en rotonde » — de l'italien rotonda — pièce unique, constitue une autre originalité. L’ensemble, formé par le vestibule et ce grand espace, forme comme une travée centrale. Cette disposition, dite aussi « en lanterne », permet au visiteur d'avoir une vue traversante dans l'axe cour d'honneur-perron-vestibule-allée en perspective des jardins situés de l'autre côté, autour de laquelle gravitent deux parties autonomes dotées chacune d'un escalier.
Dans le rez-de-chaussée, côté jardin, se trouvent deux appartements ; l’un, destiné au roi, est situé à gauche tandis que l’autre, à droite, est celui de Nicolas Fouquet.
Les pièces du rez-de-chaussée côté cour sont, en 1661, des chambres complétant les deux appartements côté jardin ; s’y trouve une pièce servant de salle à manger, une pièce apparue en France au milieu du XVIIe siècle.
Toutefois, Le Vau n’a pas su exploiter l’innovation que constituait le corps double, car il ne semble pas trouver de destination convaincante aux pièces du rez-de-chaussée côté cour.
Le sous-sol est en partie enterré, ce qui permet la mise en place d’un plan massé. Un couloir longitudinal traverse le sous-sol, occupé par les cuisines, offices et chambres d’officiers.

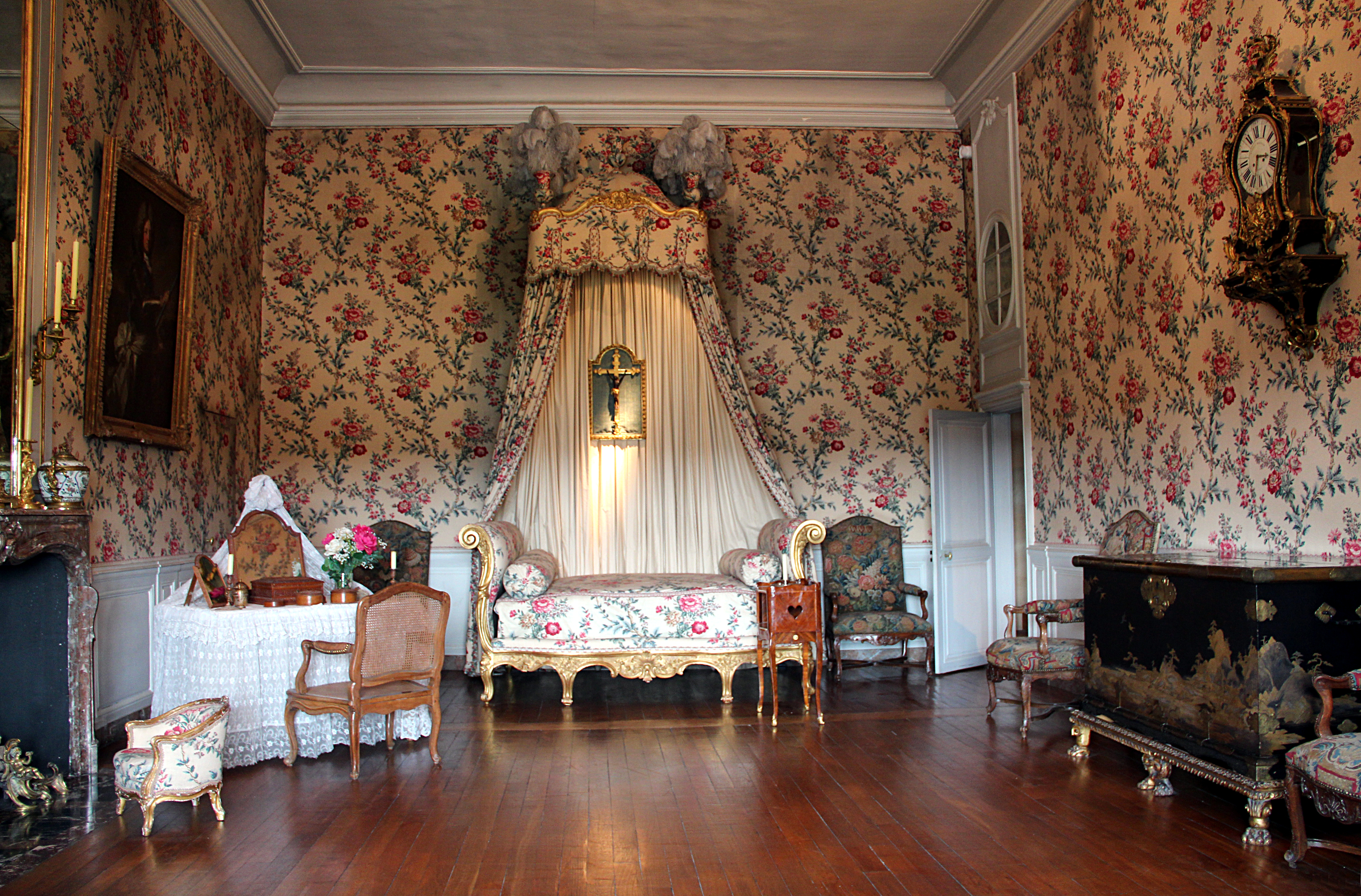
Chambre Louis XV.

La cuisine est à l’opposé de la salle à manger, mais communique avec le buffet du rez-de-chaussée grâce au couloir longitudinal. Deux couloirs latéraux furent ajoutés en 1659 sur ordre de Vatel, alors maître d’hôtel de Nicolas Fouquet.
Au premier étage se trouve également un couloir longitudinal. À l’endroit qui correspond au vestibule se trouvait au temps de Nicolas Fouquet une chapelle, côté cour.
À gauche se trouvent, côté cour, l’appartement de Fouquet, et côté jardin, celui de son épouse, composés sur une épaisseur de douze mètres d’une antichambre, d’une chambre (pièce principale d'un appartement où les familiers ont libre accès, c'est le lieu de la sociabilité où on dort, on reçoit et on prend les repas) et d’un cabinet de travail.
Actuellement, la chambre de Mme Fouquet est divisée en deux pièces, un cabinet Louis XV et une chambre Louis XV.
La partie droite du premier étage n'est que sommairement travaillée.

### Détail

#### Rez-de-chaussée

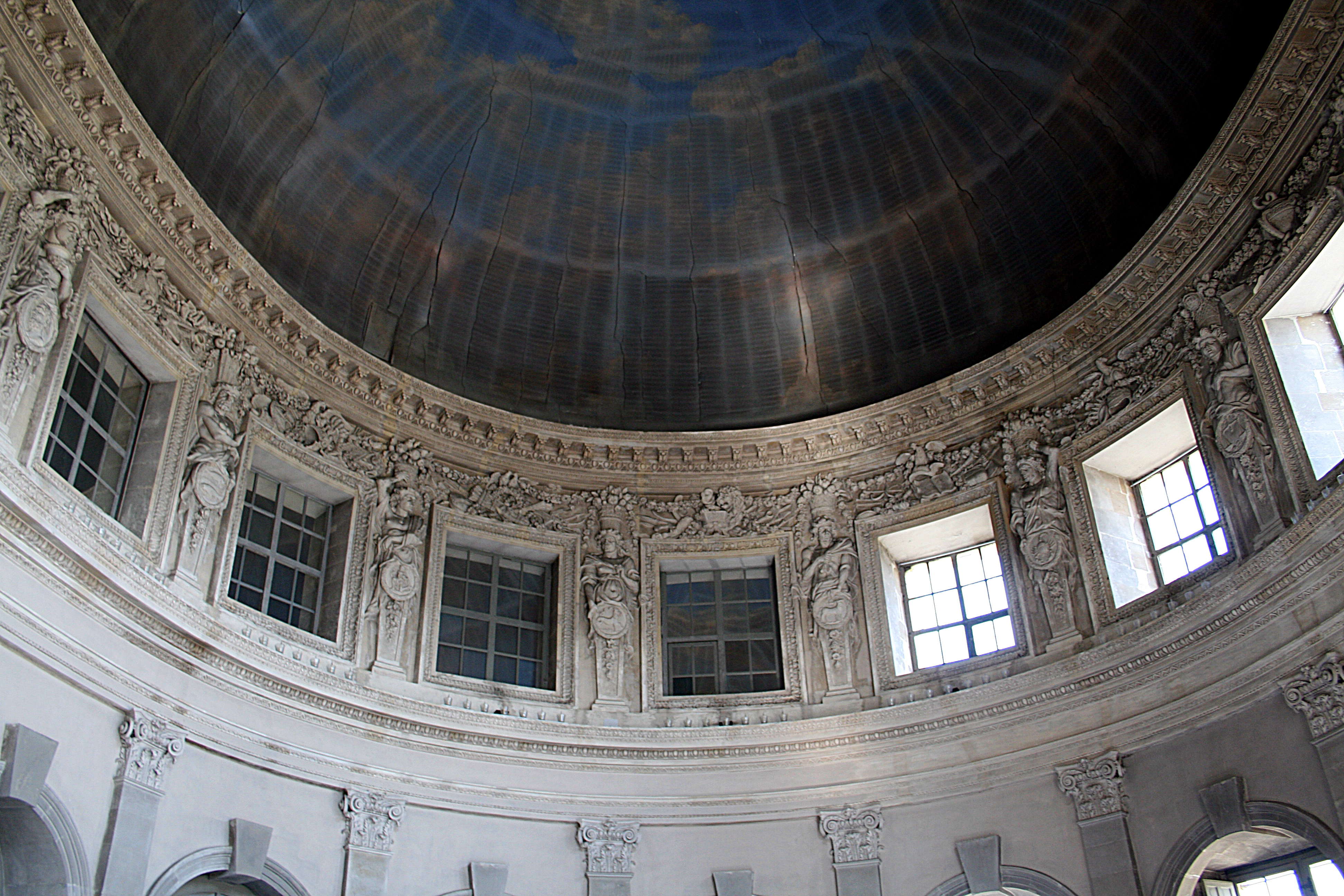
Le salon ovale.

À Vaux, le salon central, appelée « salle des Gardes » du XVIIe au XIXe siècle, est une pièce unique dans l'histoire de l'architecture française : son originalité provient de sa forme ovale, inhabituelle à l'époque pour une salle de réception.
Elle comprend deux étages, selon le modèle dit « à l'Italienne », et est couverte de voussures, ce qui est caractéristique de cette architecture, mais le « vaisseau » ovale en avant-corps est une invention française.
Destinée à accueillir les fêtes et à accéder aux jardins, cette très vaste pièce — 19 mètres de long, 14 mètres de large et 18 mètres de haut — n'était pas appelée à être meublée, mais vers 1880, les Sommier y créèrent quatre opulents salons, comme le montrent des photographies publiées par Patrice de Vogüé et celle reproduite dans l'Île-de-France des châteaux de Claude Frégnac, avant d'être successivement vidée de tout mobilier pour ne conserver que la série de bustes d'empereurs romains.
Dans le Projet Le Vau, une des conventions de mécénat, envisagées entre l'association La Demeure historique et les propriétaires, a consisté à la restitution des portes de verre afin de créer une symbiose entre la demeure et les jardins.

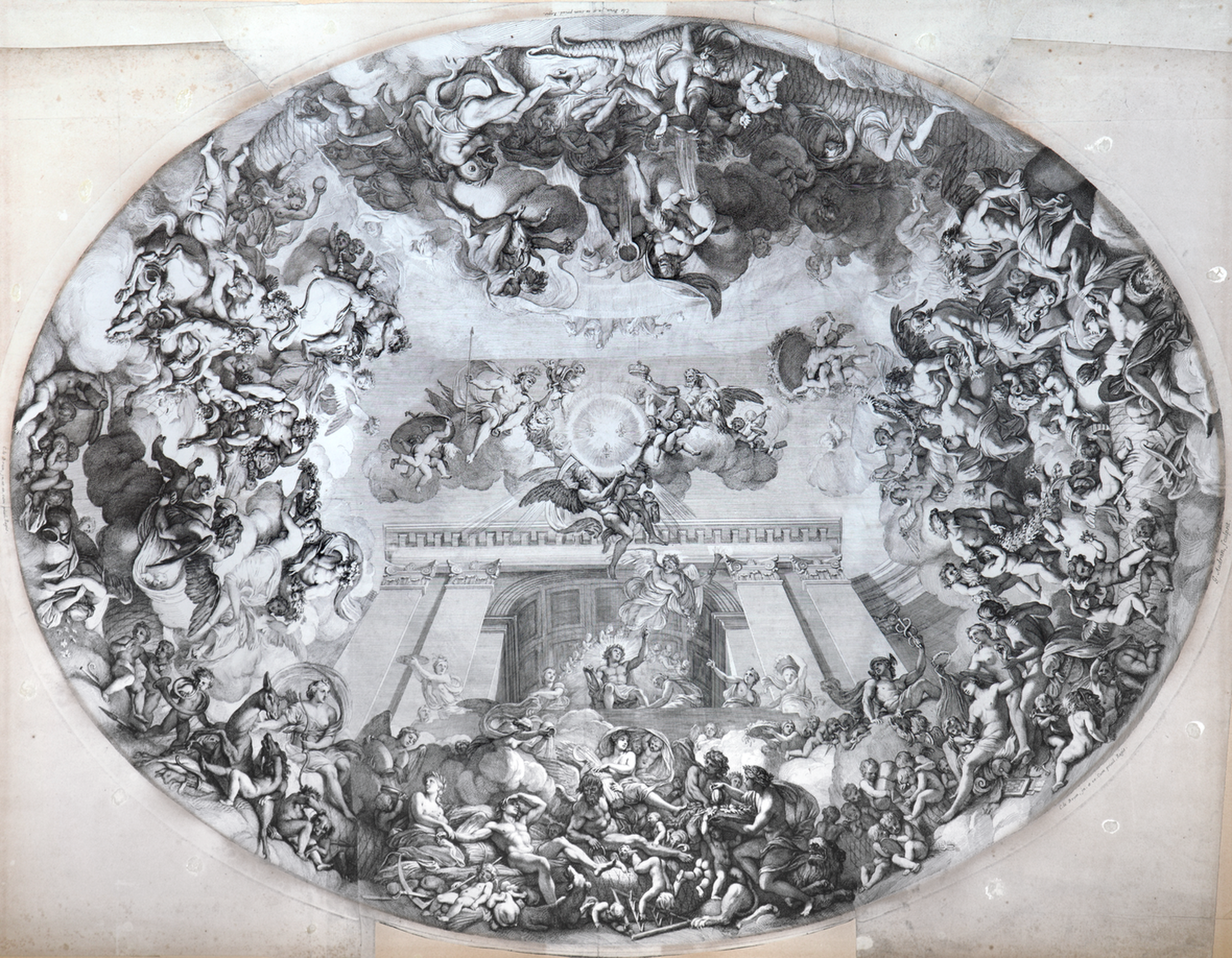
Gérard Audran, d’après Charles Le Brun, Le Palais du Soleil, 1681.

Le plafond de la coupole devait initialement être peint du Palais du Soleil par Charles Le Brun représentant l'astre solaire avec l'emblème de Fouquet, l'écureuil, dont dessin fut gravé par Audran, mais cette importante décoration ne fut pas réalisée, et la voûte resta en plâtre pendant deux siècles, jusqu'à ce qu'en 1844 ou 1845 le duc de Choiseul-Praslin ne demandât au peintre-décorateur Dutenhoffer de chiffrer son exécution. La jugeant trop onéreuse, il n'y donna pas suite mais laissa cet artiste commencer « un ciel avec des aigles aux ailes déployées » (un grand au centre entouré de cinq autres, effacés mais encore visibles) selon sa déposition judiciaire du 24 août 1847 publiée par Patrice de Vogüé, ce qui contredit l'attribution de ce décor à Charles Séchan, « l'illustre décorateur de l'Opéra de Paris » selon Théophile Gautier, qui indique qu'il réalisa pour le sultan turc un salon Louis XIV destiné au palais de Dolmabahçe, visité par lui en 1852.
Cette démarche pourrait renaître avec le Projet Le Brun, consistant à orner la coupole de la peinture prévue, dont les dessins et cartons sont conservés sur place.
La coupole est soutenue par une série de seize grands termes sculptés par François Girardon, douze portent les signes du zodiaque et quatre, les symboles des quatre saisons. Le sol est constitué de pierre blanche et d'ardoise avec, au centre, un cadran solaire.
La pièce est décorée de quatre bustes de l'époque de Fouquet représentant des personnages romains : Octavie, sœur d'Auguste, Britannicus, Octavie, épouse de Néron, et Hadrien ; les douze autres bustes romains sculptés à Florence au XVIIe siècle provenant de la villa pompéienne (détruite) du prince Napoléon, avenue Montaigne à Paris.

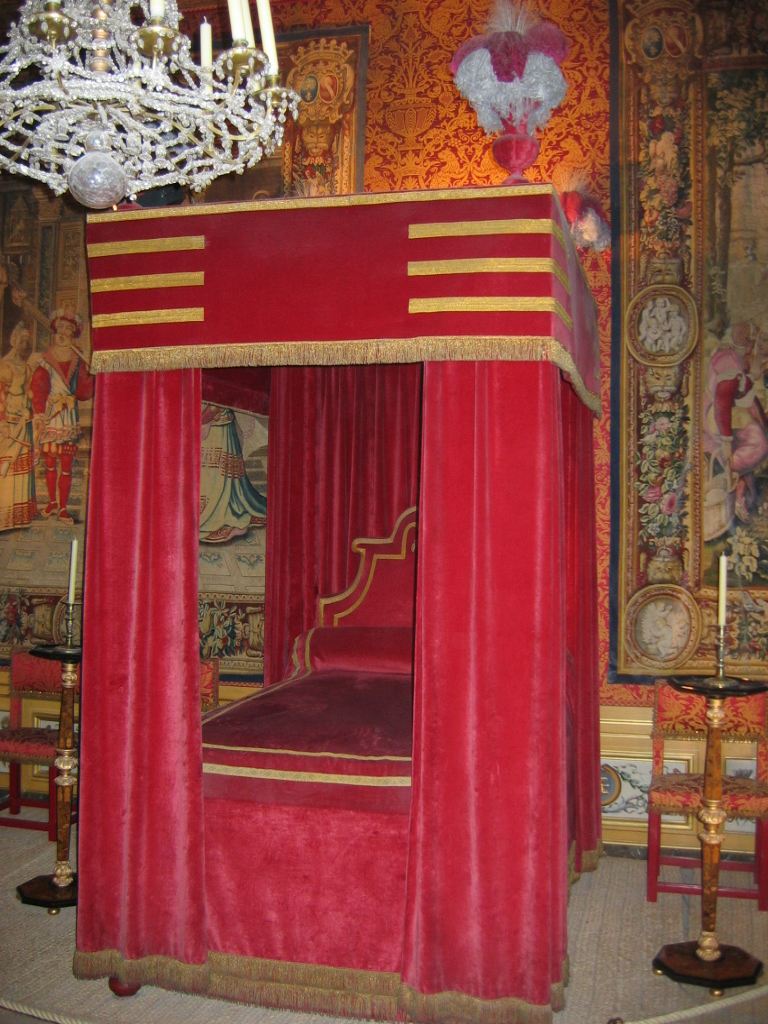
La chambre de Nicolas Fouquet.

Les pièces du rez-de-chaussée, côté jardin, sont également à voussures.
Le salon d’Hercule, antichambre de l’appartement de Fouquet, est orné d'un plafond peint d'une scène représentant un Hercule accueilli par l’Olympe. Les médaillons et les panneaux ornant la voussure représentent les douze travaux d’Hercule par Le Brun.
La chambre des Muses — chambre de Fouquet — est décorée d'un plafond et d'une voussure de Le Brun. Ce décor représente Le Triomphe de la Fidélité, allusion de la fidélité de Nicolas Fouquet au roi durant la Fronde. Huit muses se répartissent dans les quatre coins de la voussure. Des figures situées entre les muses représentent les genres poétiques. Au milieu des côtés, se trouvent les figures de la Noblesse et de la Paix, ainsi qu’une victoire des muses sur les satyres. La voussure évoque le mécénat de Nicolas Fouquet. Les murs sont couverts par un lambris « d’appui » et par cinq tapisseries qui composent la tenture de L’Histoire de Diane. La pièce comprend également une alcôve avec un plafond de Le Brun représentant La Nuit.
On y trouve une cheminée dite « à la romaine » qui, contrairement aux cheminées « à la française », ressort peu du mur.
Le petit cabinet des jeux, qui fut celui de Fouquet, comporte un plafond de Le Brun représentant Le Sommeil. La voussure et le lambris sont ornés d’un décor comportant divers animaux. Une glace n’est pas d’origine.

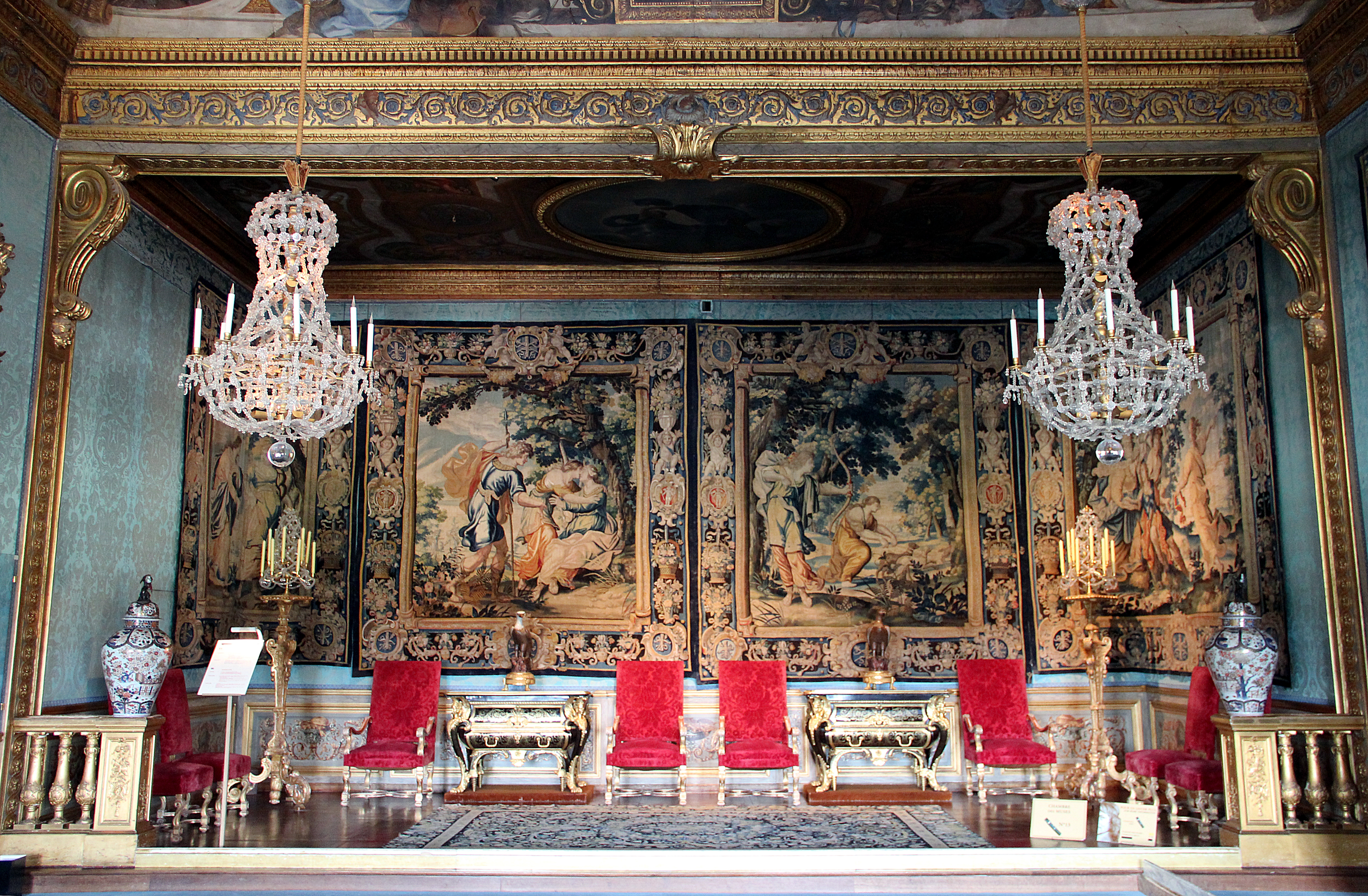
La chambre des muses.

L’antichambre du roi (actuelle bibliothèque) est inachevée ; elle est marquée par l’alternance de peintures et de bas-reliefs : l’ovale central du plafond comprend une peinture du XVIIIe siècle, car le projet de Le Brun, inconnu, n’a pas été réalisé. Au centre des voussures, se trouvent quatre peintures : Diane se déchaussant après la chasse, L’Amour et la Foudre, Achille implorant Vénus de lui rendre le bouclier que l’Amour lui a dérobé, L’Amour et un cep de vigne. Le corps de bibliothèque en acajou date du XVIIIe siècle. Les angles des voussures comportent le chiffre de Fouquet. Le bureau plat attribué à André-Charles Boulle provient de la bibliothèque de Pierre Randon de Boisset (1709-1777), grand amateur des meubles de cet ébéniste, de son hôtel parisien de la rue Neuve des Capucines, acquis en 1768.

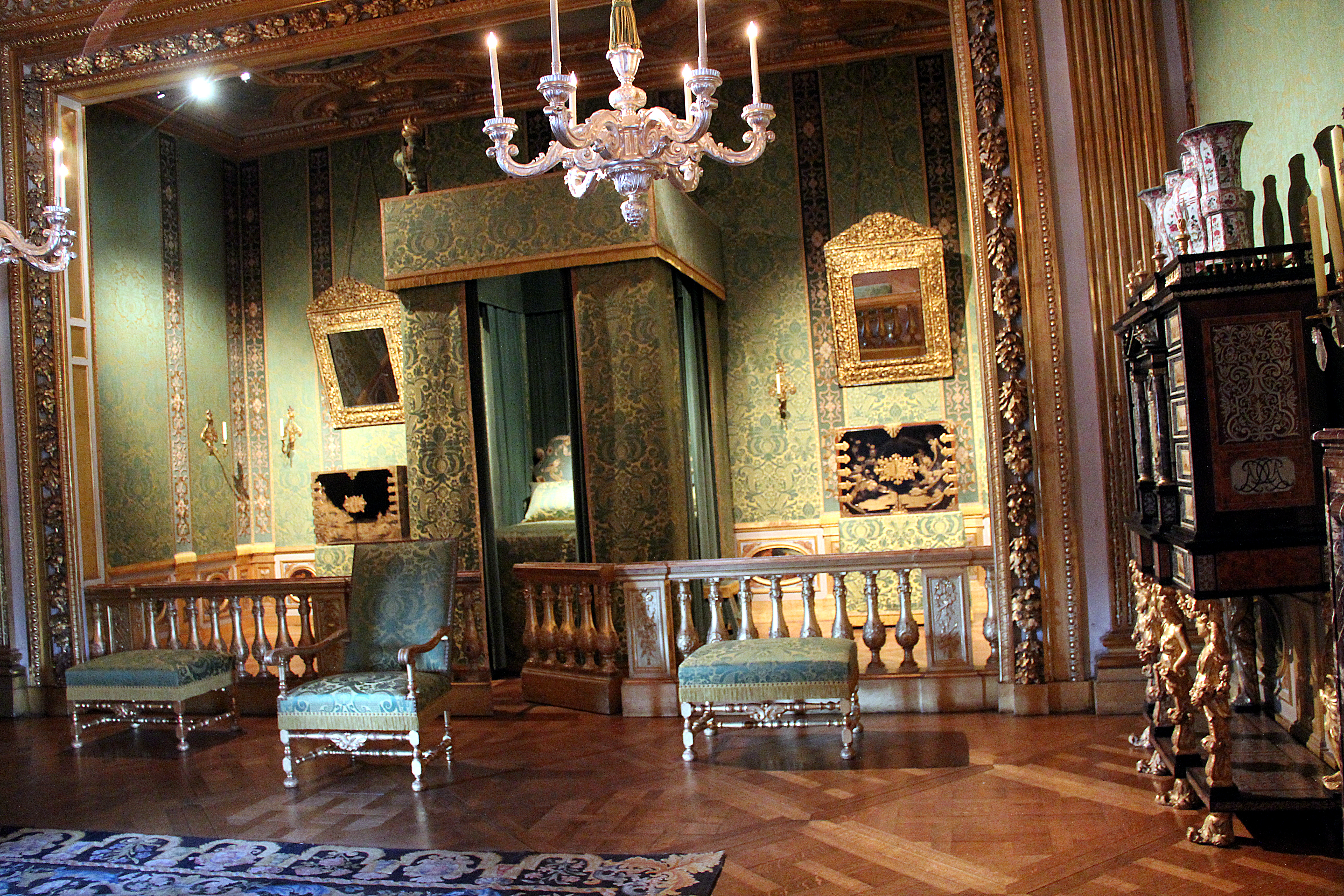
La chambre du Roi.

La chambre du roi (tradition d'aménager une telle pièce lorsque la cour royale était itinérante) est également inachevée : même s'il s'agit de la pièce la plus richement décorée du château (stucs rehaussés de feuilles d'or notamment des lions moulés représentant la puissance royale, trophées), Louis XIV n'y a jamais dormi. Sur la frise de palmettes à la base de la corniche du plafond, des coquilles Saint-Jacques alternent avec les écureuils, élément du blason des Fouquet, aux coins de cette frise des palmettes représentent une tour à trois créneaux, blason de Marie-Madeleine de Castille, seconde épouse de Foucquet. Aux angles de la voussure sont des stucs en forme de figures ailées, d'anges casqués, de guirlandes encadrant les lettres « F » (Fouquet) entrelacées dans des écus d’argent ; au plafond se trouve une peinture de La Vérité soutenue par le Temps, et dans les lunettes sont représentées des dieux symbolisant le génie de Fouquet : Bacchus pour l’Abondance, Mars pour la Valeur, Mercure pour la Vigilance et Jupiter pour la Puissance. Léda, Diane, des cavaliers combattants, et les Parques sont présents dans des médaillons octogonaux. L’alcôve de la chambre n’est pas achevée, car le plafond n’est pas peint, de même que le cabinet du roi : encadré par des commodes, un grand lit de style Régence comporte une tapisserie brodée représentant L'Histoire de Psyché.
La salle à manger comporte un plafond à caissons, caractéristique de l’architecture française. Chaque caisson reçoit un tableau ; quatre, inscrits dans des compartiments rectangulaires et représentent Apollon (le feu), Diane (l’air), Flore ou Cérès (la Terre) et des Tritons et naïades (l’eau). Dans les compartiments octogonaux du plafond se trouve chacune des saisons. Au centre du plafond est La Paix ramenant l’Abondance de Charles Le Brun, allusion à la paix des Pyrénées (1659).
Les huit médaillons circulaires ou octogonaux au-dessus des portes racontent l’histoire d’Io. L’arcade donnant sur le buffet comporte des trophées de la Guerre et de la Paix. La glace ne date pas de Fouquet.
La chambre carrée aurait appartenu à l’appartement de Fouquet. En 1661, six tapisseries d'après des cartons de Le Brun y étaient pendues sous un tableau montrant le siège de Fribourg commandé par le maréchal de Villars.

#### 1erétage
La chambre de l’appartement de Fouquet est la seule pièce du premier étage à avoir conservé son décor d’origine. Les plafonds de la pièce et de l’alcôve sont ornés d’un trompe-l’œil en forme de coupole.
L’appartement de Mme Fouquet était entièrement composé de glaces et comprenait une antichambre, une chambre et un cabinet. La chambre et l’antichambre ont été entièrement remaniées au XVIIIe siècle.
Le cabinet contient au plafond un ovale comportant une peinture représentant le ciel ; le blason de Mme Fouquet figure dans les angles.

## Description du parc

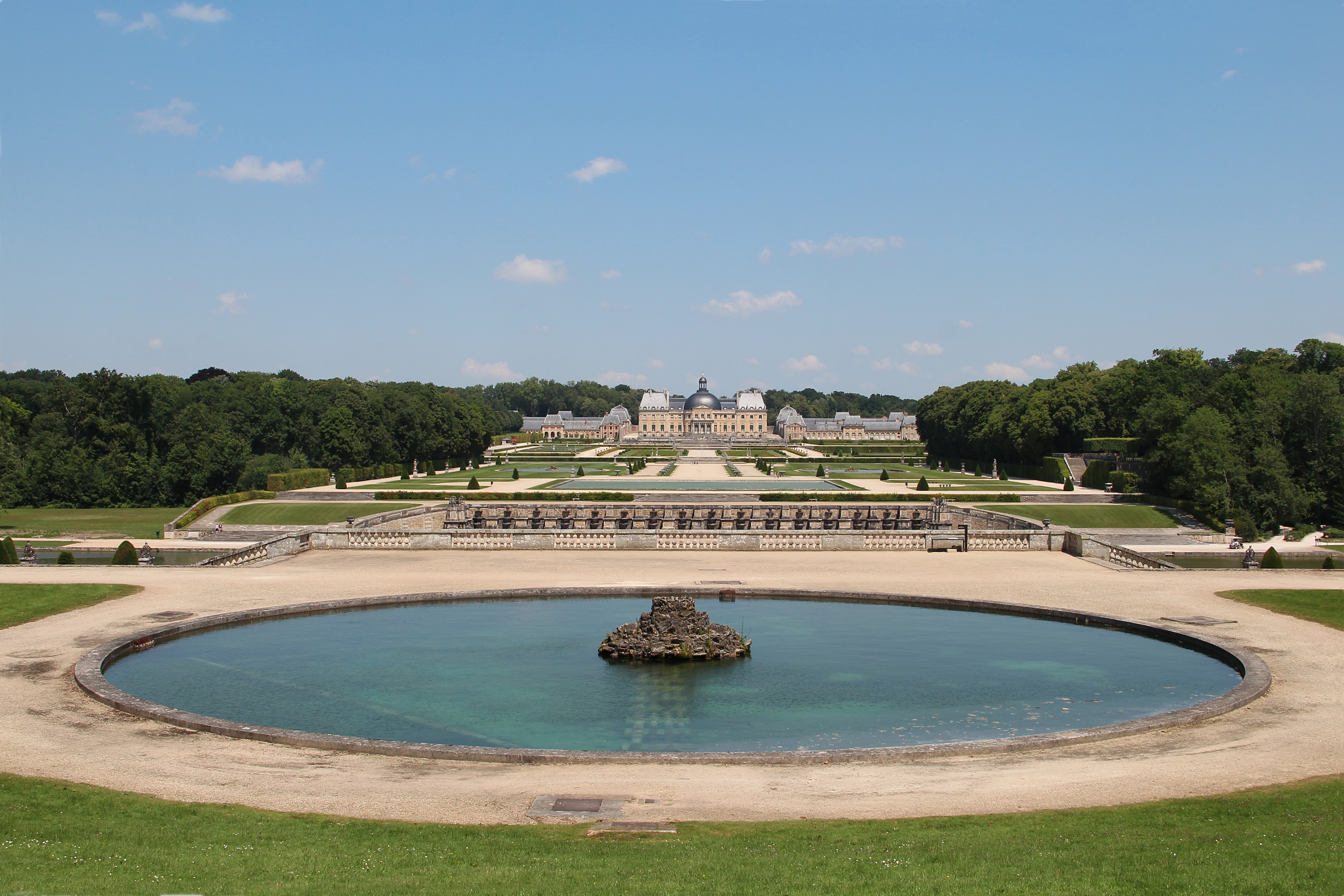
Les jardins du château de Vaux-le-Vicomte vus depuis le sud du parc.

En 1641, Nicolas Fouquet achète le domaine de Vaux-le-Vicomte. 

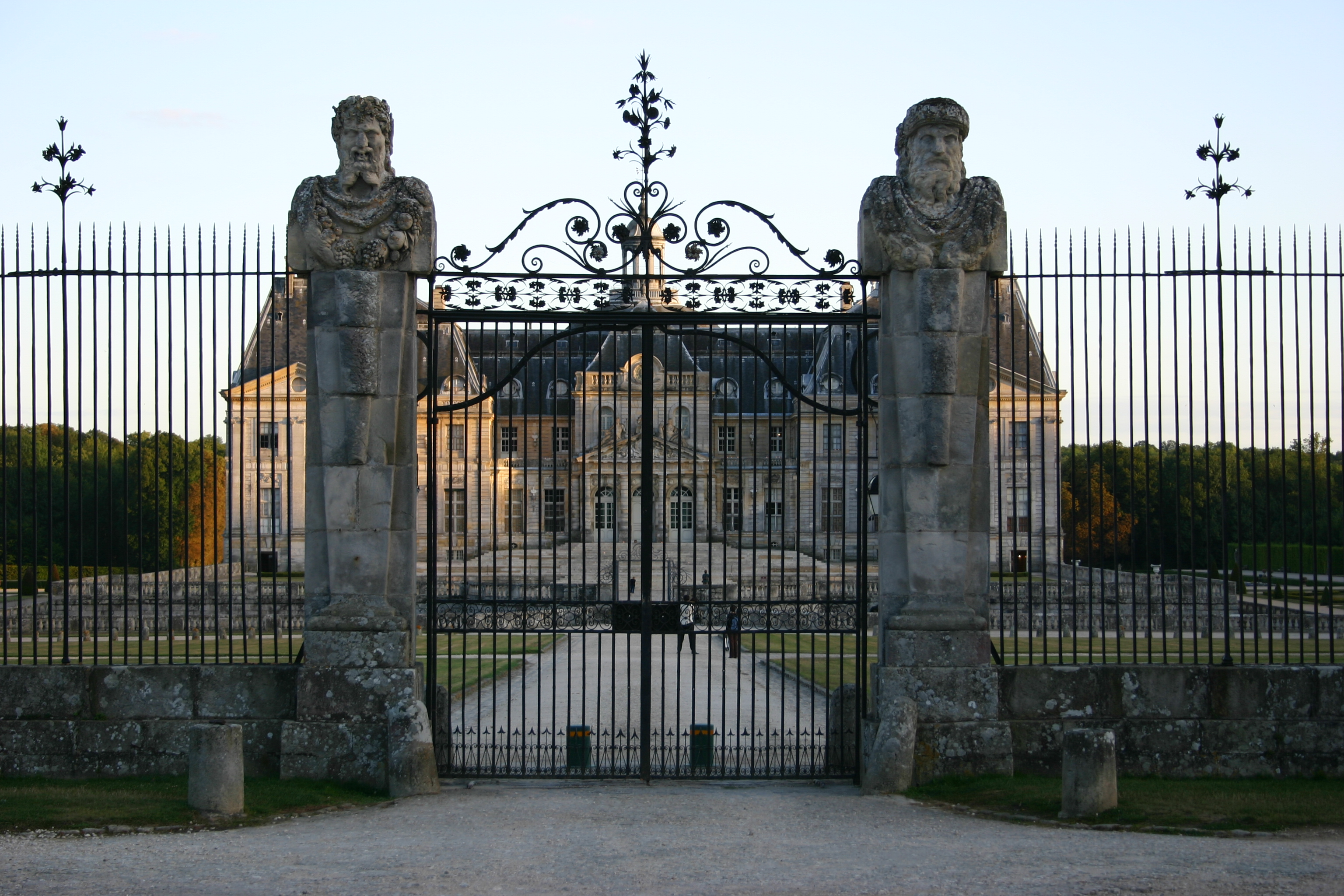
Vue depuis la grille.

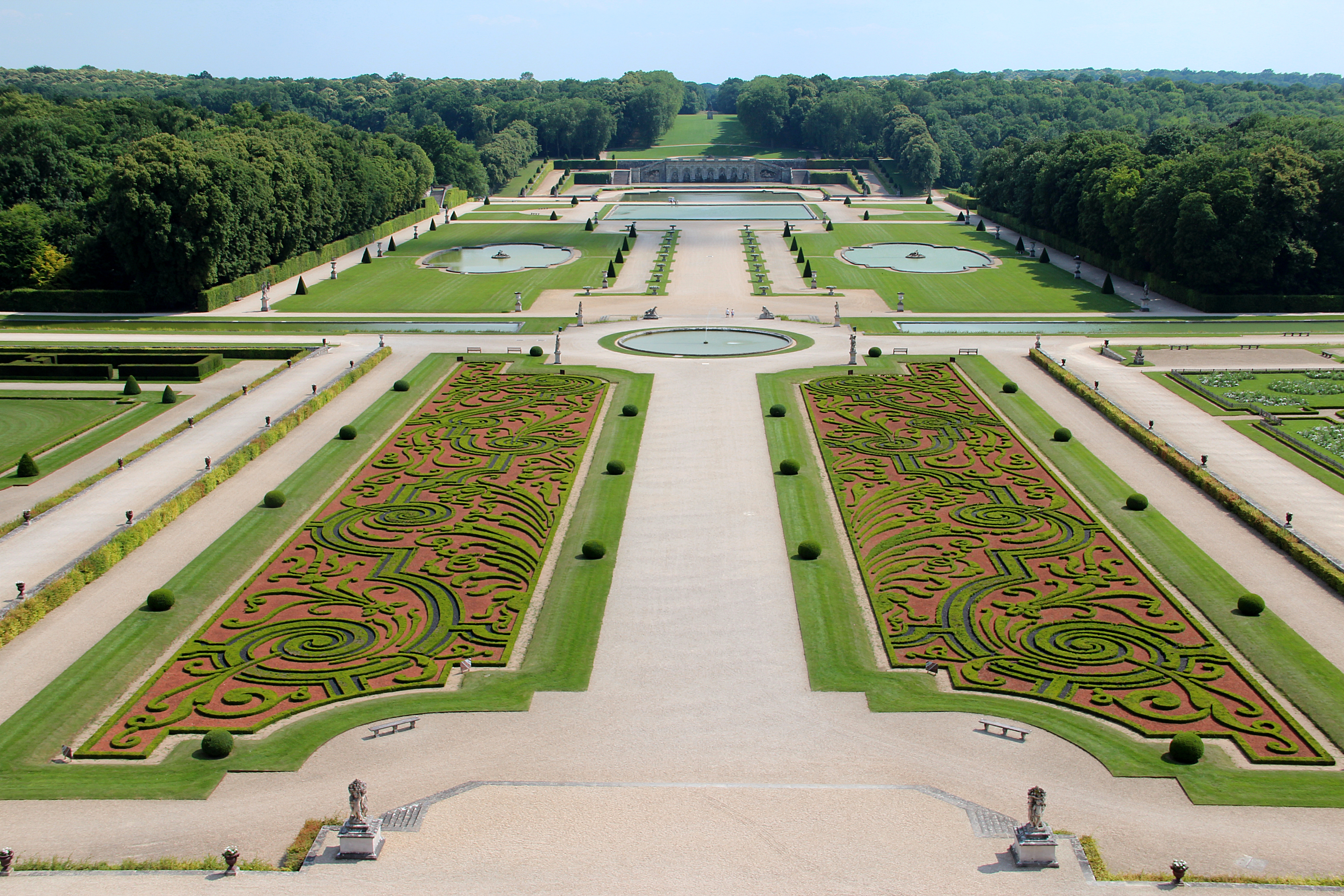
Les jardins du château de Vaux-le-Vicomte vus depuis le lanternon du château.

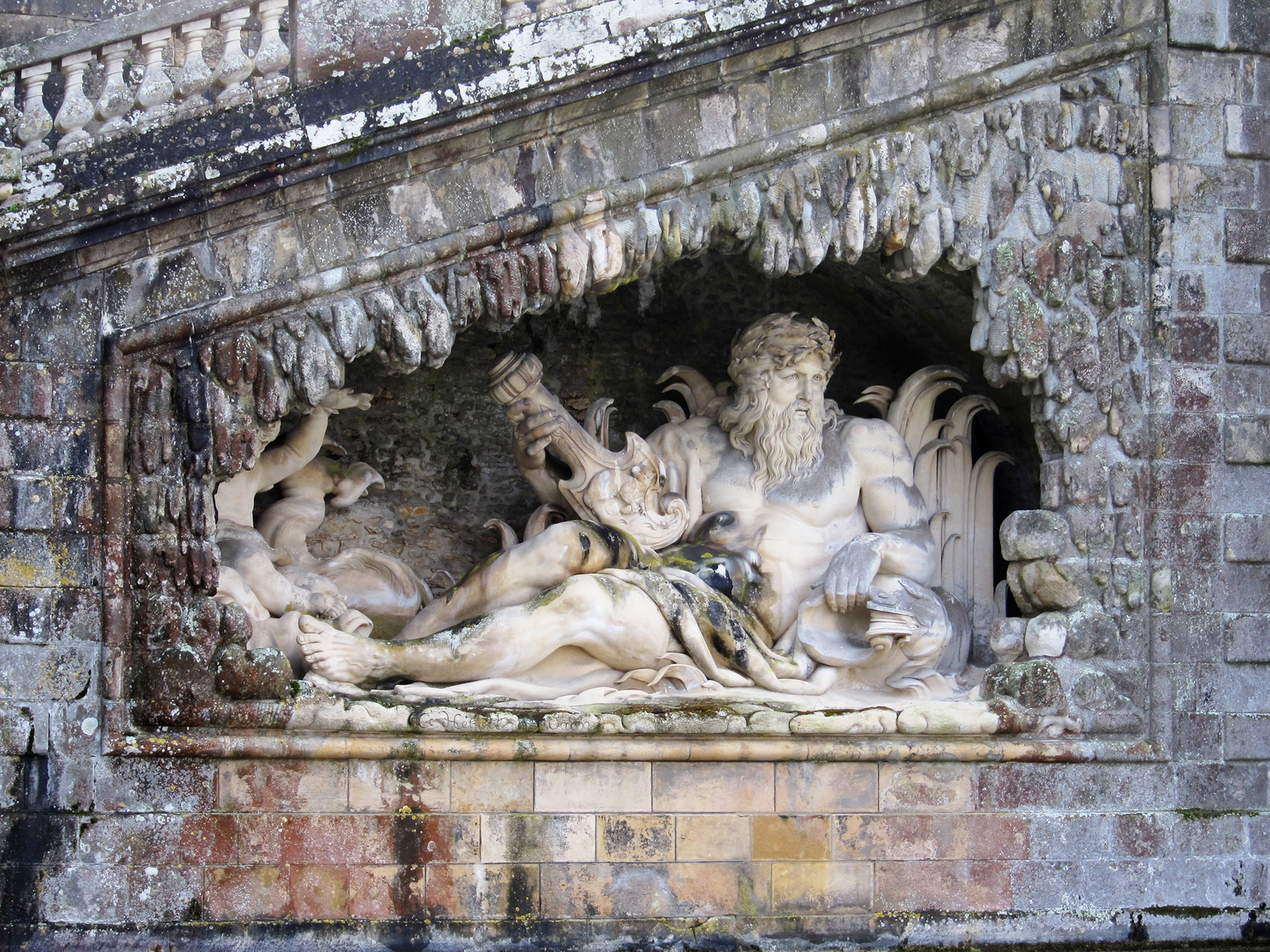
Neptune dans les grottes des jardins du château.

Avec une longueur maximale des jardins (de la grille d'honneur à l'Hercule) de 1 500 m et une largeur moyenne de 200 à 250 m, le parc fait une surface totale de 500 ha et est clos par un mur d'enceinte de 13 km.

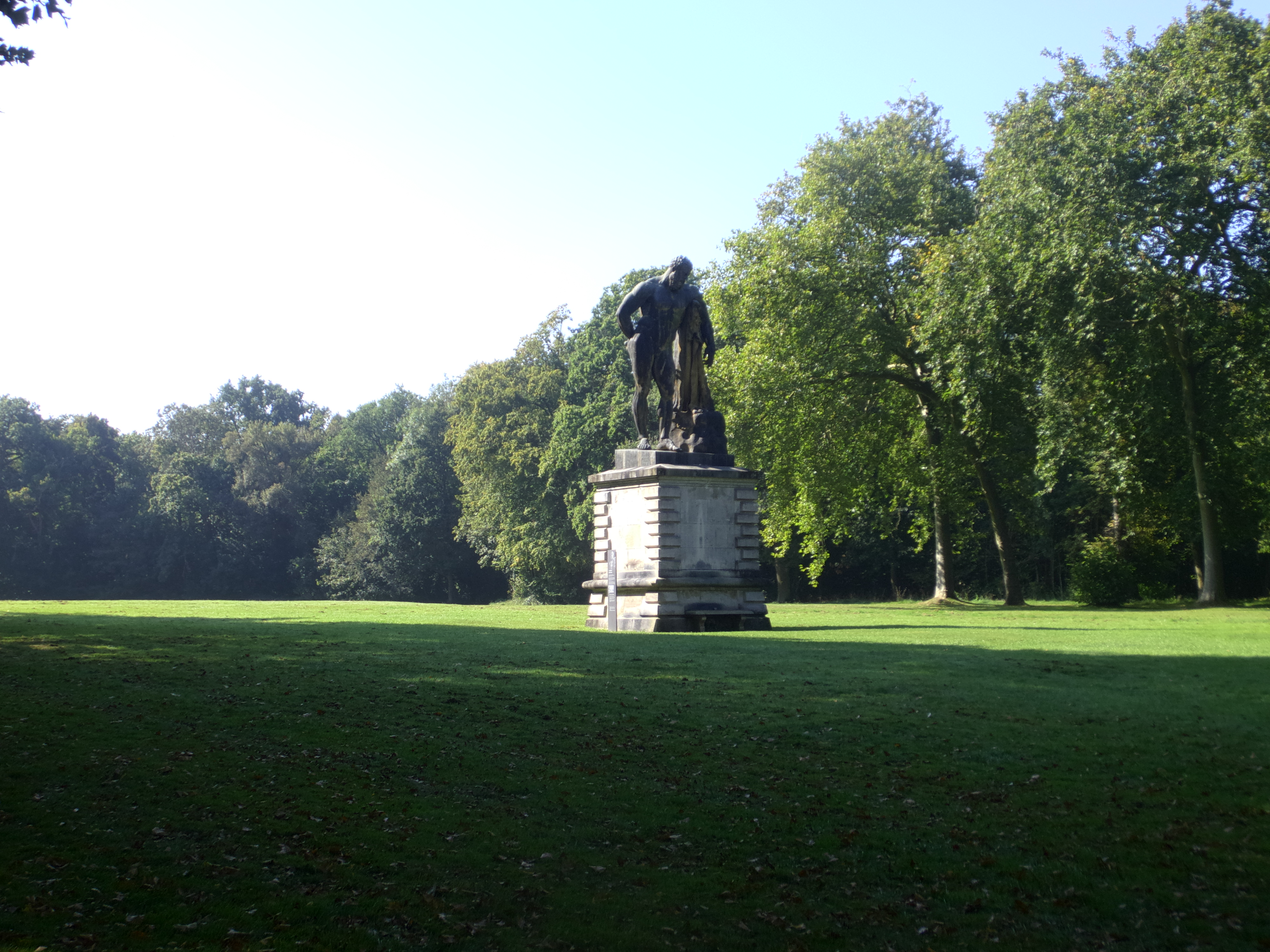
La monumentale statue en plomb de l’Hercule Farnèse est redorée en 2017.

Les jardins situés au sud du château sont remarquables par leurs dimensions et leur style. Les arbres et arbrisseaux taillés (9 km de charmille pour les haies hautes, 300 ifs et buis pour les haies basses et topiaires), les bassins, les statues et les allées bien ordonnées en font un jardin à la française. Pour les dessiner, son concepteur, Le Nôtre, utilise les effets d'optique et les lois de la perspective ; le rouge des « broderies » et des parterres est fait de brique pilée.
L'arrivée au château se fait par un alignement bilatéral de 257 platanes. Les deux lignes d'arbres sont très proches de la chaussée puisqu'ils sont éloignés de seulement six mètres. Avec la grosseur des fûts des arbres, cela provoque un effet de « tunnel » impressionnant ; cet alignement long de 1 400 mètres est classé monument historique.
Le jardin se compose de trois parties : 
- la première comprend une cour et une avant-cour ;
- la deuxième part du château et s’arrête aux petits canaux ;
- la troisième partie est constituée de ce qui est situé au-delà des petits canaux.

Le jardin est marqué par une perspective ralentie : plus les éléments du jardin sont éloignés du château, plus ils sont longs ou hauts. Ainsi, le parterre de « broderies » est trois fois plus petit que le parterre de gazon situé au bout du jardin. De même, le bassin carré est huit fois plus grand que le rond d’eau. Les sculptures proches du château sont trois fois moins hautes que les termes des grottes.
Ce procédé permettant d’écraser la perspective, de rendre le jardin plus petit qu’il n’est en réalité, est utilisé en France dès les années 1630, mais Le Nôtre l’amplifie.
L’avant-cour est séparée de la route par un ensemble fait de grilles et de termes. Deux portails situés sur la grille ne servent pas d’entrée, car c’est par la grille centrale, plus modeste, que l’on peut accéder au parc. La grille est dotée de huit piliers surmontés de bustes à double-face de dieux grecs, de faunes et d’allégories des saisons, sculptures qui font écho aux termes situés dans la grotte du jardin.
Les termes sont utilisés en extérieur à partir de l’Antiquité et placés dans les jardins à partir du XVIe siècle. Actuellement, douze d’entre eux sont conservés au château de Versailles.
La clôture permet de bien voir non seulement le château, mais aussi, le salon ovale n’étant fermé que de grilles, la perspective traversante qui mène au fond du jardin (1 800 mètres).
Les jardins qui s’étendent à partir du château se composent de terrasses avec des parterres et rien, sauf les cônes végétaux dont la hauteur s’est accrue à la fin du XIXe siècle et le début du XXe siècle, ne vient troubler sa dominante horizontale.
Les parterres de « broderies », les plus proches du château étaient considérés à l’époque de Fouquet comme l’ornement le plus noble d’un jardin. Leur première utilisation date de 1595 pour le château de Saint-Germain-en-Laye.
L’état actuel des broderies est une reconstitution du XXe siècle, plus ou moins fidèle : les rinceaux étaient plus fins, du sable jaune contrastait avec des gravillons de charbon, et les bordures des parterres étaient plus fines. À droite des parterres de broderie se trouve un parterre de fleurs qui se trouve excentré.
André Le Nôtre préférait le gazon, moins sujet aux saisons. L’état actuel est récent, le parterre ayant été recouvert de gazon puis fleuri de nouveau.
Le parterre de la couronne, à gauche, comporte une couronne royale dorée située au centre d’un bassin, en hommage au roi, dont la chambre du rez-de-chaussée se situe lui aussi dans la partie gauche du parc. Ces deux parterres sont dissymétriques par rapport à l’axe central du jardin.
Au sud de cet ensemble, se trouve un axe transversal : à sa gauche se trouve la grille d’eau, dont le nom provient de jets d’eau en forme de grille.
À l’opposé, à la droite de l’axe central, se trouve une vraie grille devant donner sur un potager que Le Nôtre n’eut pas le temps d’achever.
Un troisième axe transversal sépare la grotte des jardins. Cette présence d’axes transversaux coupant un axe longitudinal permet à Le Nôtre de conférer un certain dynamisme à la composition du parc, rompant ainsi avec les jardins de la Renaissance, ordonnées avec une symétrie parfaite.
Le château se reflète dans le bassin carré, situé à 500 mètres de lui. C’est pour le grand canal que Le Nôtre fait le plus de travaux.

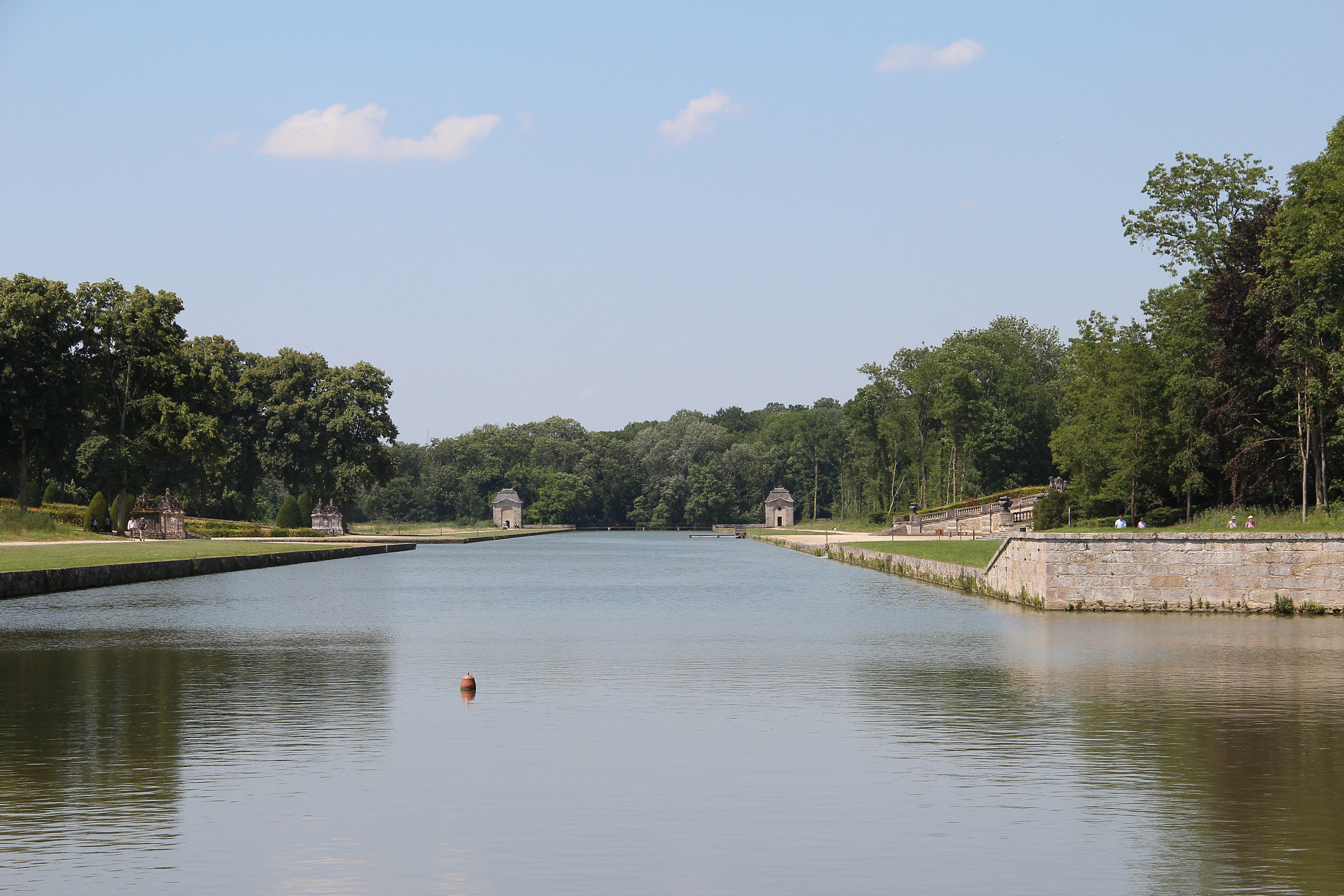
Le Grand canal.

Vue du château, la grotte semble être située juste après le grand bassin, or, entre eux se trouve le grand canal, long de 875 mètres et large de 35. En effet, Le Nôtre a créé une dénivellation masquant le canal aux yeux du visiteur, pour n’apparaître qu’à son approche.
La grotte, située au-delà du grand canal, est due à Le Nôtre et à Le Brun qui en a dessiné les sculptures. Les grottes sont appréciées depuis la Renaissance, époque où l'on découvrit des villas antiques enfouies dans le sol, ce qui donna le mot grotesques pour désigner leurs parois peintes ou sculptées, qui devint un motif décoratif.
À Vaux-le-Vicomte, son originalité tient au fait que sa façade présente une surface plane, alors que traditionnellement, elle a une forme de caverne ; elle présente des éléments traditionnels comme le bossage et les termes, mais ici ces caractères sont tempérés par leur adaptation au terrain.
Face à la grotte se trouvent les cascades, invisibles depuis le château. Ce type d’architecture, récent en France et date de la première moitié du XVIIe siècle. La grotte est en grande partie en pierre brute ; les sculptures furent dessinées par Charles Le Brun et réalisées par Matthieu Lespangnel.

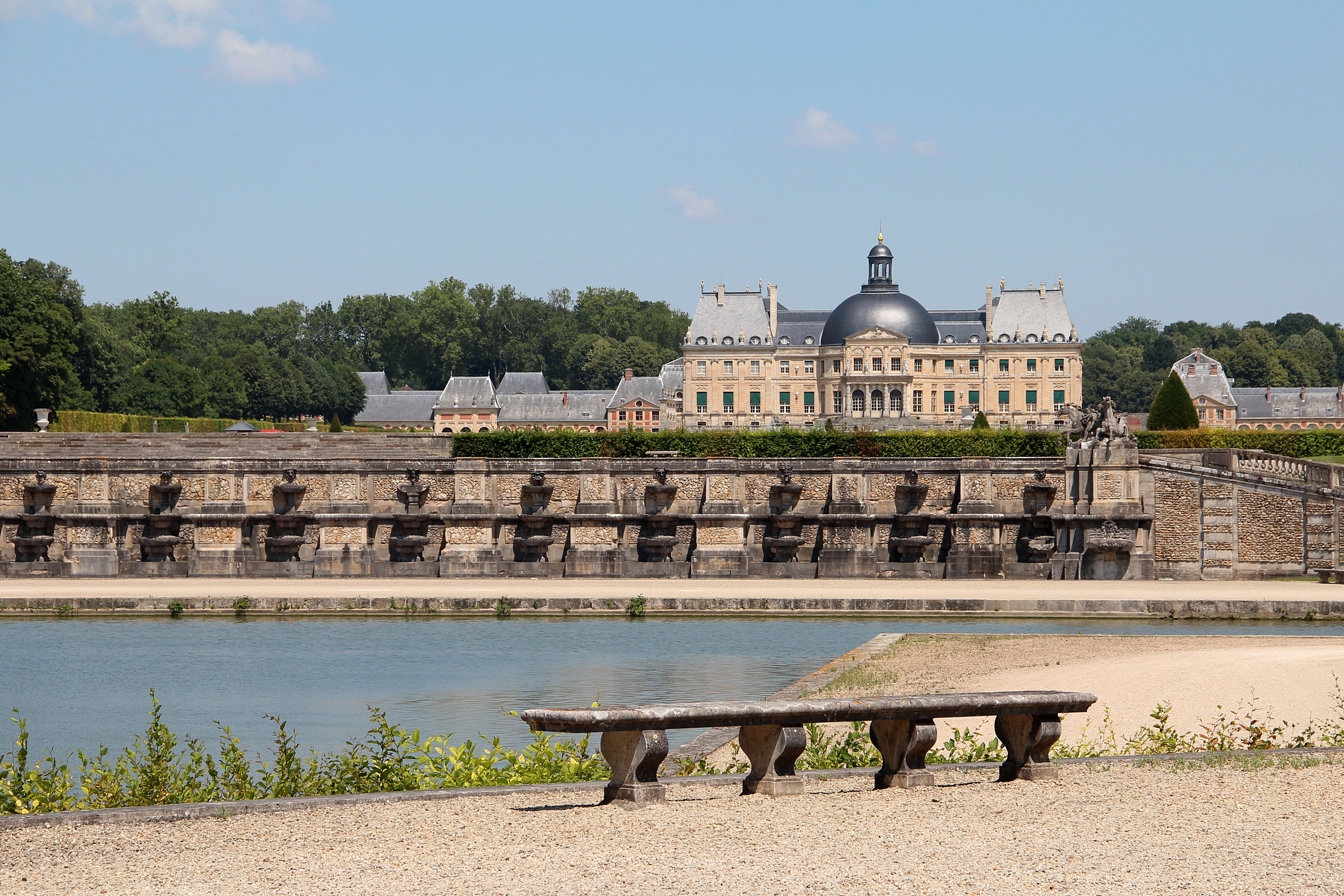
Les grandes cascades.

Les statues de fleuves sur les côtés représentent Le Tibre et L’Anqueil. Huit atlantes encadrent sept niches qui comportent des rochers artificiels. Vue de loin, la grotte semble faite en pierre à peine travaillée et les niches ont l’air d’abriter des sculptures très ouvragées, mais vue de près, c’est le contraire. Elle est encadrée d’escaliers, de rampes et de terrasses. Au pied des escaliers, se trouvent quatre sculptures datant du XIXe siècle, qui étaient prévues à l’époque de Nicolas Fouquet.
En 1891, Alfred Sommier fit installer au-dessus du bassin de la Gerbe une reproduction de grand format en bronze doré par Joseph Tournois et fondue par Thiébaud, du célèbre Hercule Farnèse, qui constitue le point de vue final de la longue perspective axiale. Cette sculpture est la seconde plus grande statue dorée de France, après la statue de la Vierge à l'Enfant de la basilique Notre-Dame-de-la-Garde, à Marseille. Hissé sur son piédestal, il  était alors recommandé aux jeunes filles d’éviter de le regarder en face tant sa virilité était troublante. Cette statue monumentale en plomb doré haute de 7 mètres aurait été apportée par 40 chevaux ; il constitue une allusion allégorique à Fouquet, qui se place ainsi dans la lignée d’un personnage mythologique qui passe pour un bienfaiteur de l’Humanité.
Certains soirs d'été, Vaux-le-Vicomte est illuminé par des milliers de bougies disposées sur la façade du château et dans le parc, où jouent parfois des musiciens.
Le château et son parc sont la cinquième destination touristique du département de Seine-et-Marne, avec une fréquentation en 2008 de 261 000 visiteurs, en hausse de 2 % par rapport à 2007. Le château a été l'objet d'une importante restauration en 2016-2017, qui inclut le tableau Le Triomphe de la Fidélité.

## Événements
Le château a accueilli, de 2001 à 2009, le festival Opéra en Plein Air, dans la cour d'honneur.

## Les Amis de Vaux-le-Vicomte
Fondée en 1983 par le comte et la comtesse de Vogüé, cette association a pour but la restauration et la conservation du domaine de Vaux-le-Vicomte ainsi que l'enrichissement des collections du château. Grâce au prêt de 2 700 membres, 60 objets d'art en lien avec le site et son histoire ont trouvé leur place à Vaux depuis la mise en activité de l'association. Celle-ci participe aussi au rayonnement national et international du domaine grâce à l'organisation d’événements ouverts au grand public. Reconnue d’utilité publique en 2004, elle est actuellement sous la présidence d'Alexandre de Vogüé et sous la gouvernance d'une dizaine de membres.

## Le château et le cinéma
Le château a servi de décor à plusieurs films, téléfilms ou mini-séries :
- Nez de cuir d'Yves Allégret (1952)
- Une veuve en or (1969)
- Commencez la révolution sans nous (1970).
- Les Mariés de l'an II (1971).
- La Folie des grandeurs (1971).
- Joseph Balsamo (1973) d'André Hunebelle.
- La Grande Dame du Royaume (Que la fête commence) (1974).
- James Bond : Moonraker (1979).
- Marie-Antoinette (1988).
- Valmont (1988).
- La Fille de d'Artagnan (1994).
- L'Allée du Roi (1995).
- Marquise (1996).
- Ridicule (1997).
- L'Homme au masque de fer (1997).
- Les Couloirs du temps : Les Visiteurs 2 (1998).
- Le Roi danse (2000).
- Vatel (2000).
- Le Pacte des loups (2001).
- Vidocq (2001).
- Napoléon (2001).
- Julie, chevalier de Maupin (2004).
- Les Aristos (2006).
- Marie-Antoinette (2006).
- Jean de la Fontaine, le défi (2007).
- Molière (2007).
- L'Évasion de Louis XVI (2009).
- Le Roi, l'Écureuil et la Couleuvre (2009).
- Le Grand Méchant Loup (2012)
- RAID Dingue (2017)
- L'empereur de Paris (2018)
- Marie-Antoinette, la série (2022)

Il a en outre servi de décor à un des clips télévisuels de la comédie musicale Le Roi Soleil (2005), à des épisodes de la série télévisée Versailles (depuis 2015), produite par Canal+ ainsi qu'à des épisodes de la série Les nouvelles aventures de Vidocq (1971-1973)
Il a aussi servi de décor pour la publicité annuelle de la marque Victoria's Secret en 2016.

## Desserte
Une navette Chateaubus relie quotidiennement d'avril à fin octobre le château à la gare de Melun, permettant ainsi un accès depuis Paris (gare de Lyon) par les transports en commun.

## Galerie

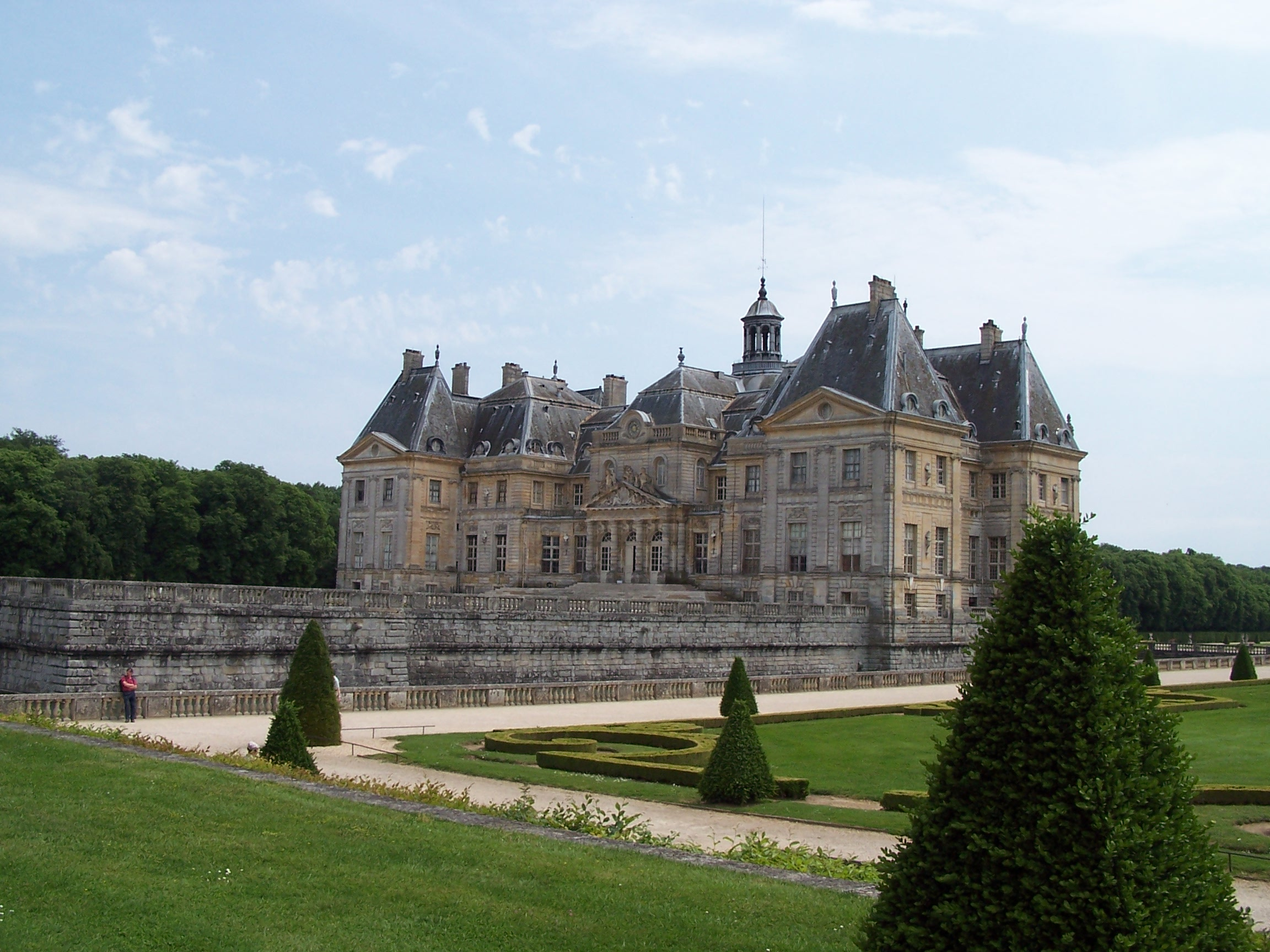
Façade nord du château de Vaux-le-Vicomte.
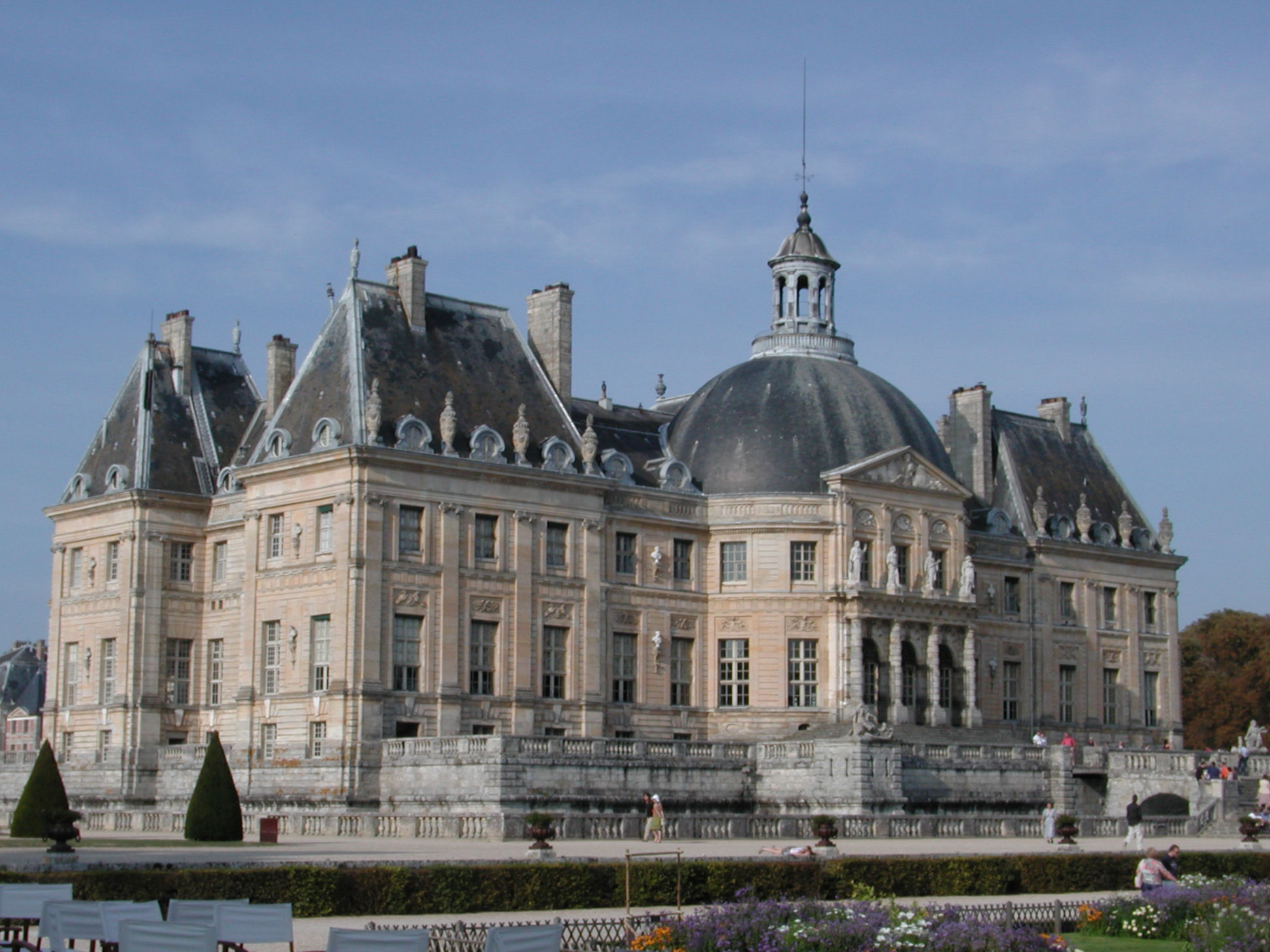
Les fossés de Vaux-le-Vicomte, façade sud.
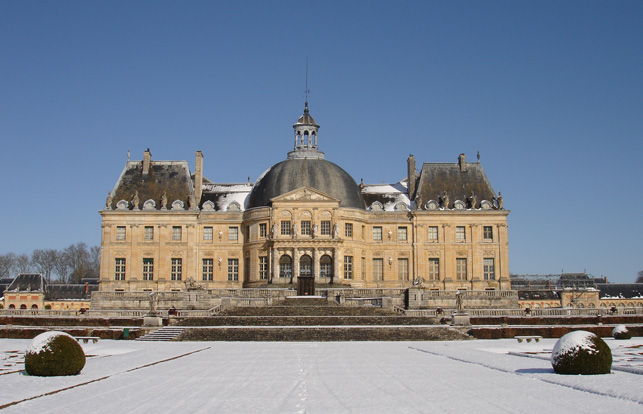
Vaux-le-Vicomte sous la neige, façade sud.
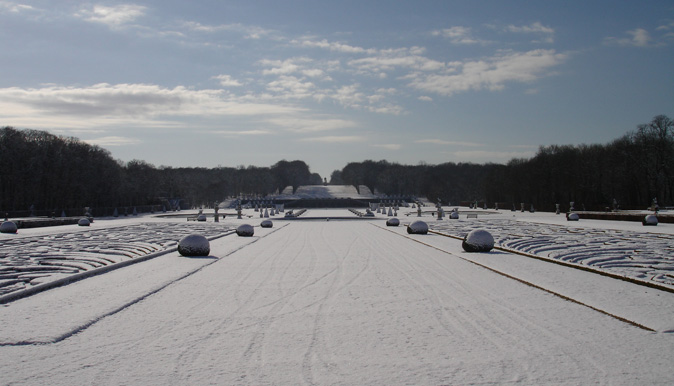
Les jardins de Vaux-le-Vicomte sous la neige.
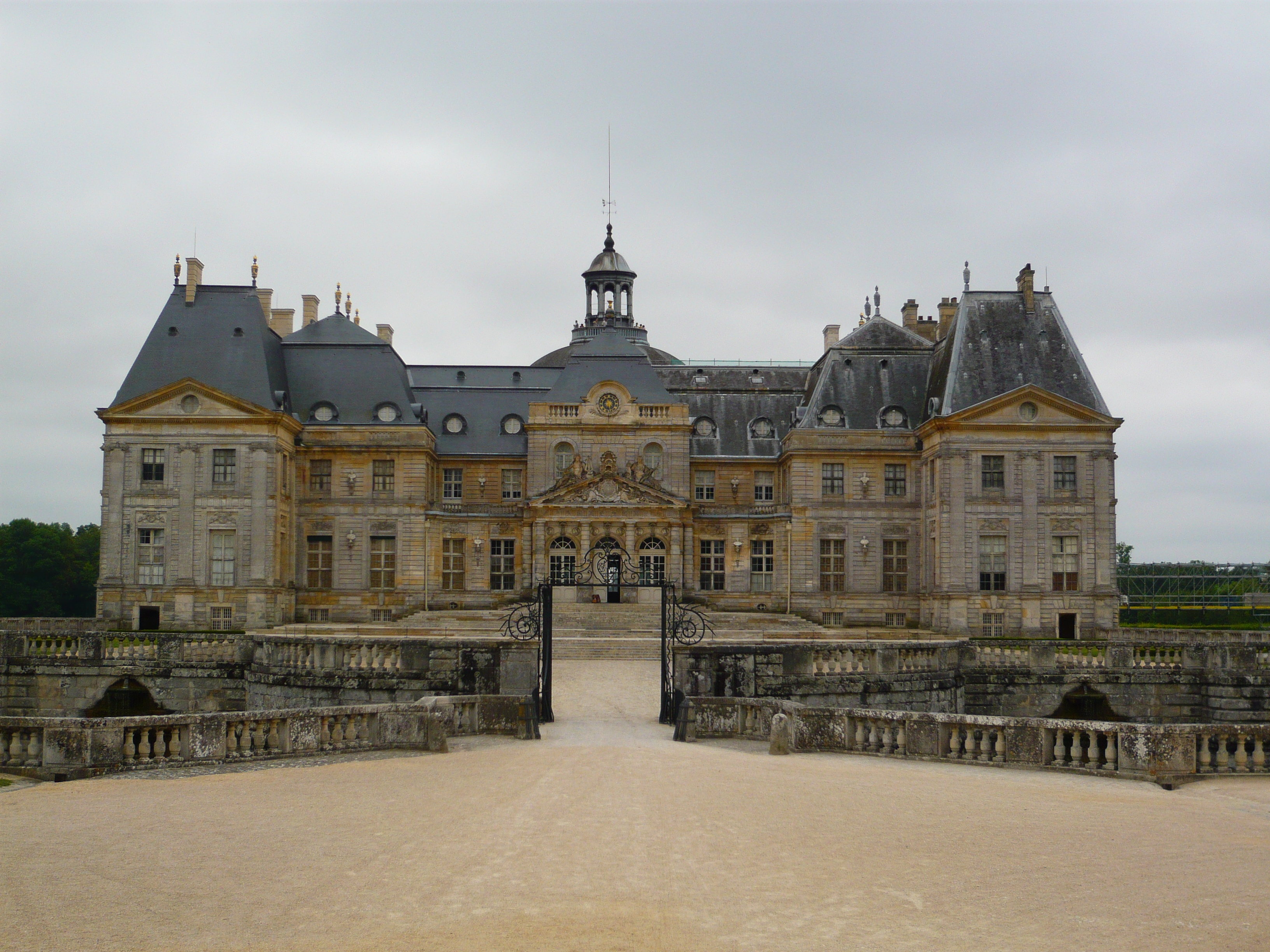
Façade nord du château.
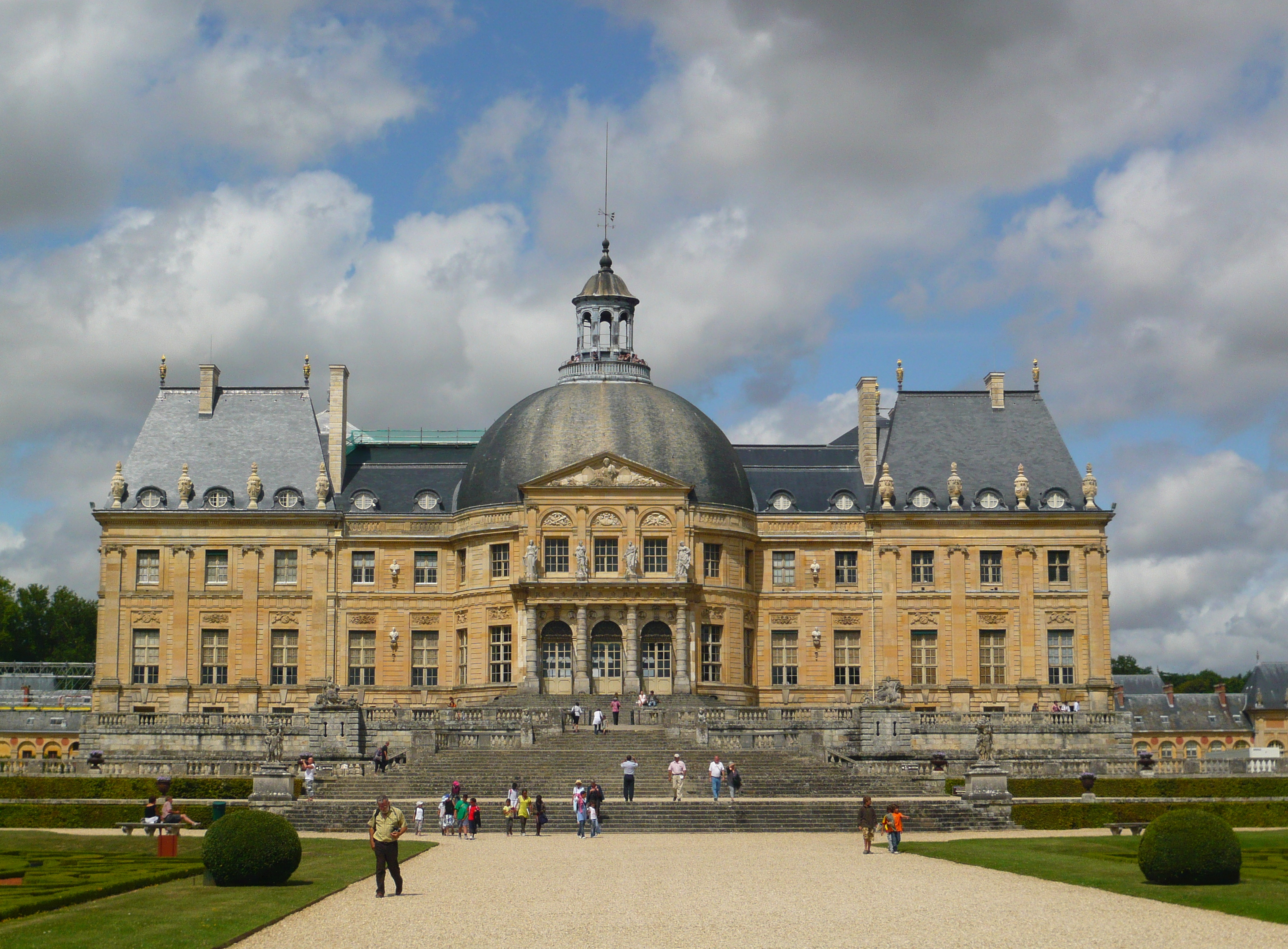
Façade sud du château.
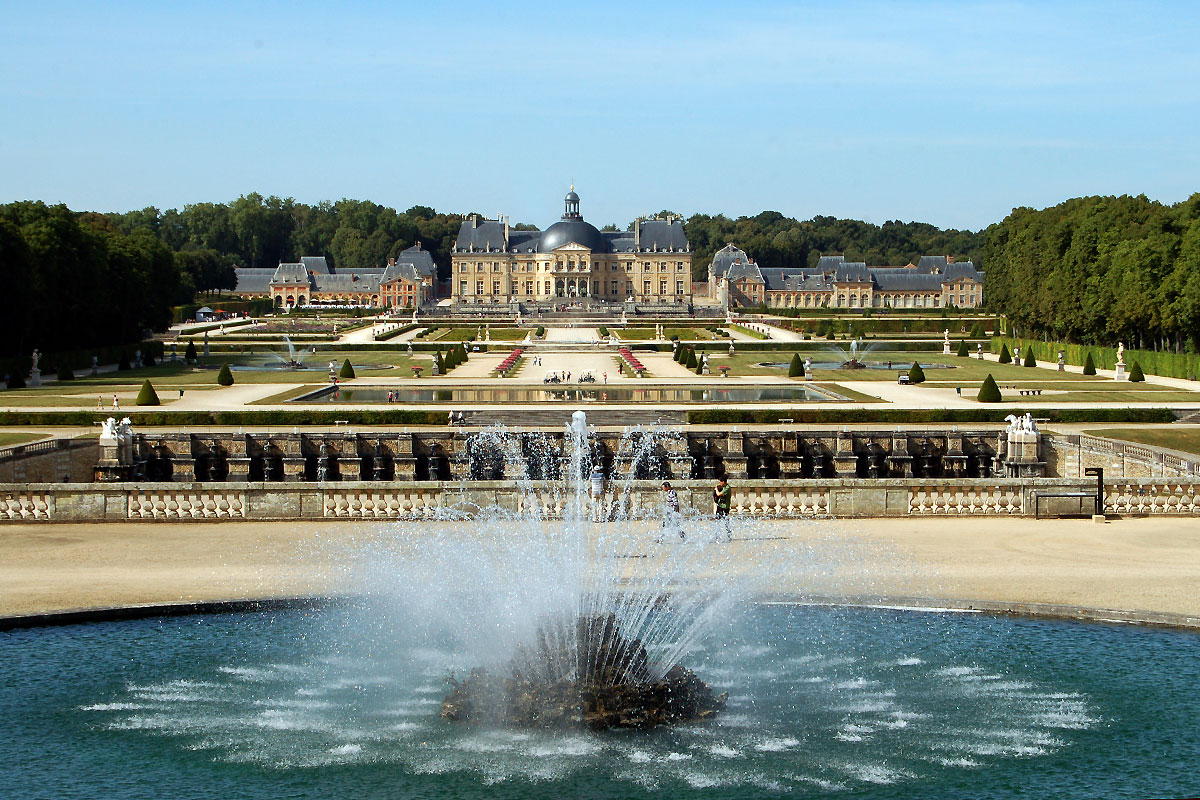
Fontaine et château de Vaux-le-Vicomte.
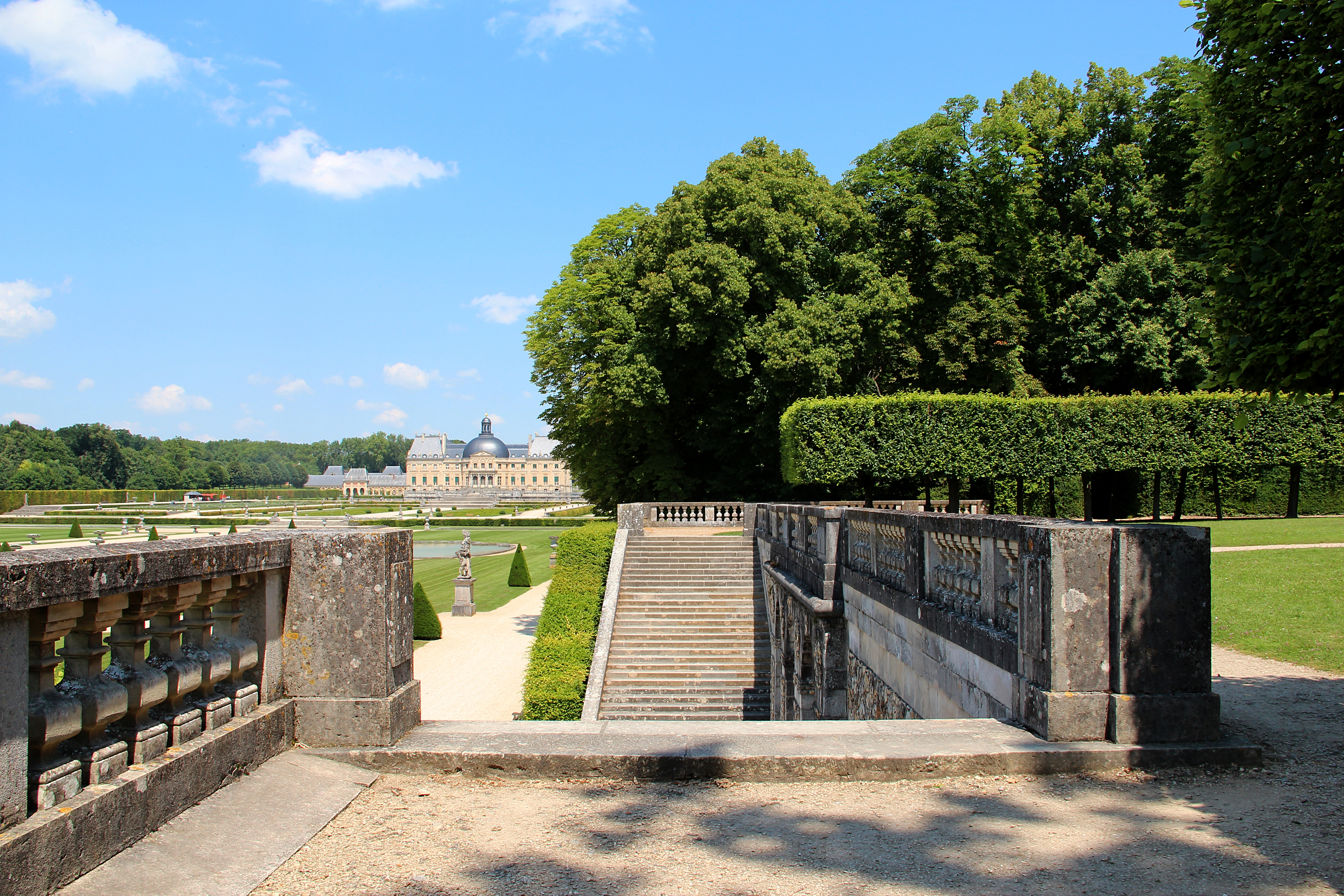
Le château vu de la terrasse du Confessionnal.
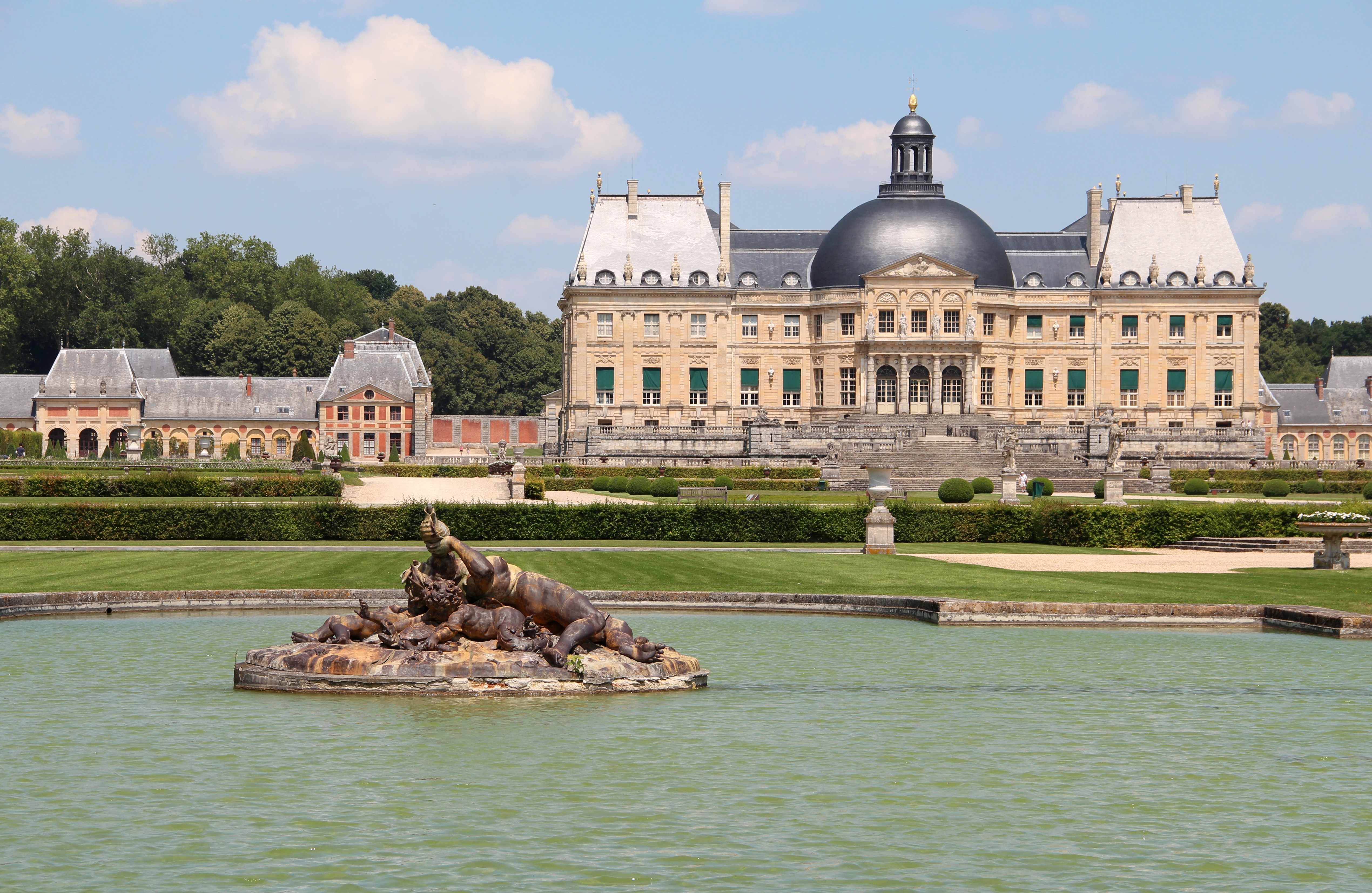
Bassin des Tritons occidental et château.
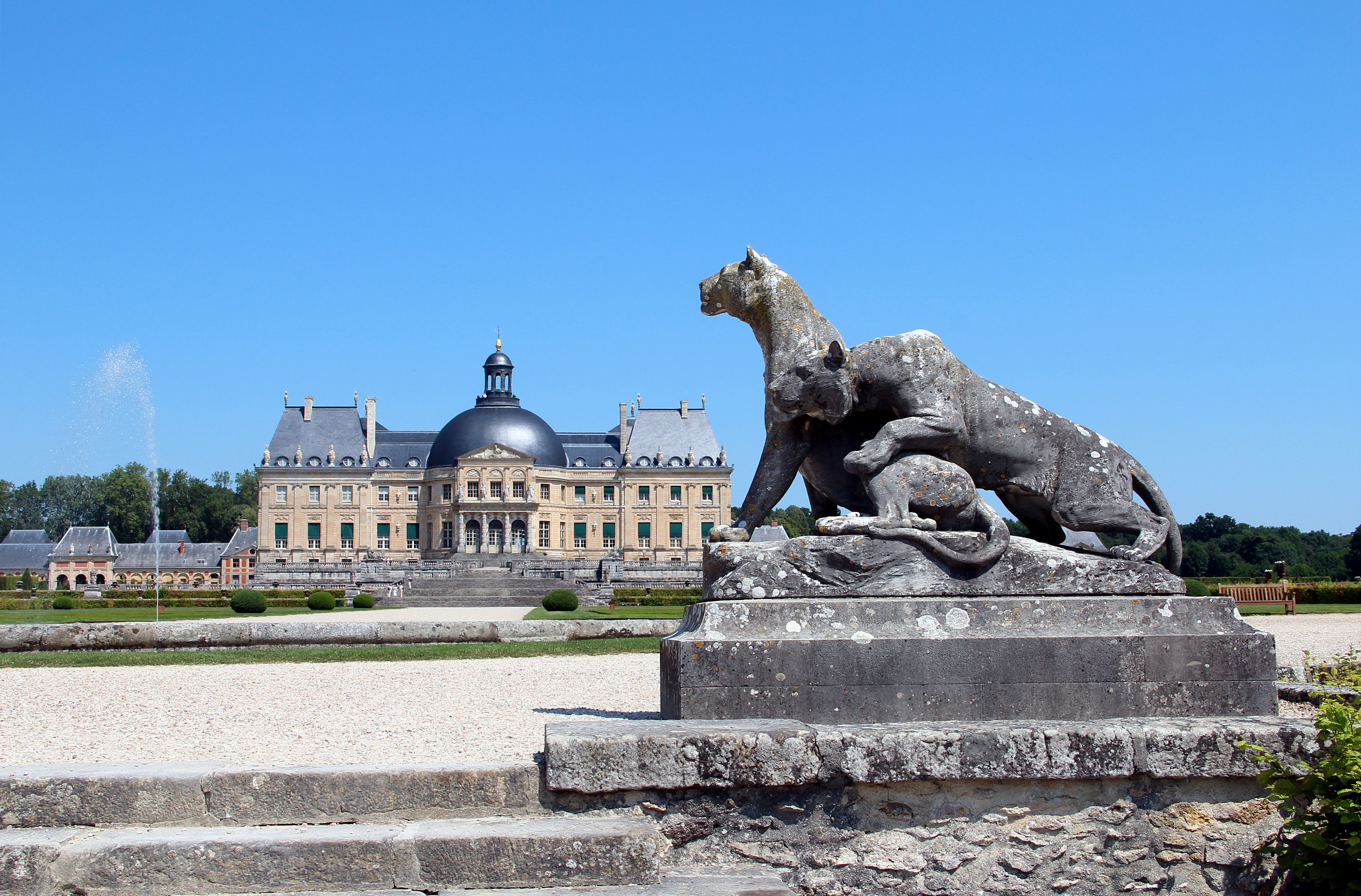
'La Tigresse et le Tigre' de Georges Gardet,